# PortAventura Park
PortAventura Park es un parque temático situado dentro del complejo turístico de PortAventura World, situado en los municipios tarraconenses de Vilaseca y Salou en España, ocupa una superficie de 52 hectáreas y fue inaugurado el 1 de mayo de 1995.
Con 3.607.937 de visitantes durante el año 2017, es el parque temático más visitado de España y el sexto de Europa.
Fue el que inauguró el complejo el 1 de mayo de 1995. Consta de seis áreas temáticas: Mediterrània, Polynesia, China, México, Far West y SésamoAventura (inaugurada en 2011). El parque posee una ambientación y espectáculos repartidos por las distintas áreas. También existe ambientación concreta en épocas determinadas como Halloween o Navidad, extensible al resto del resort como hoteles y demás.

## Historia

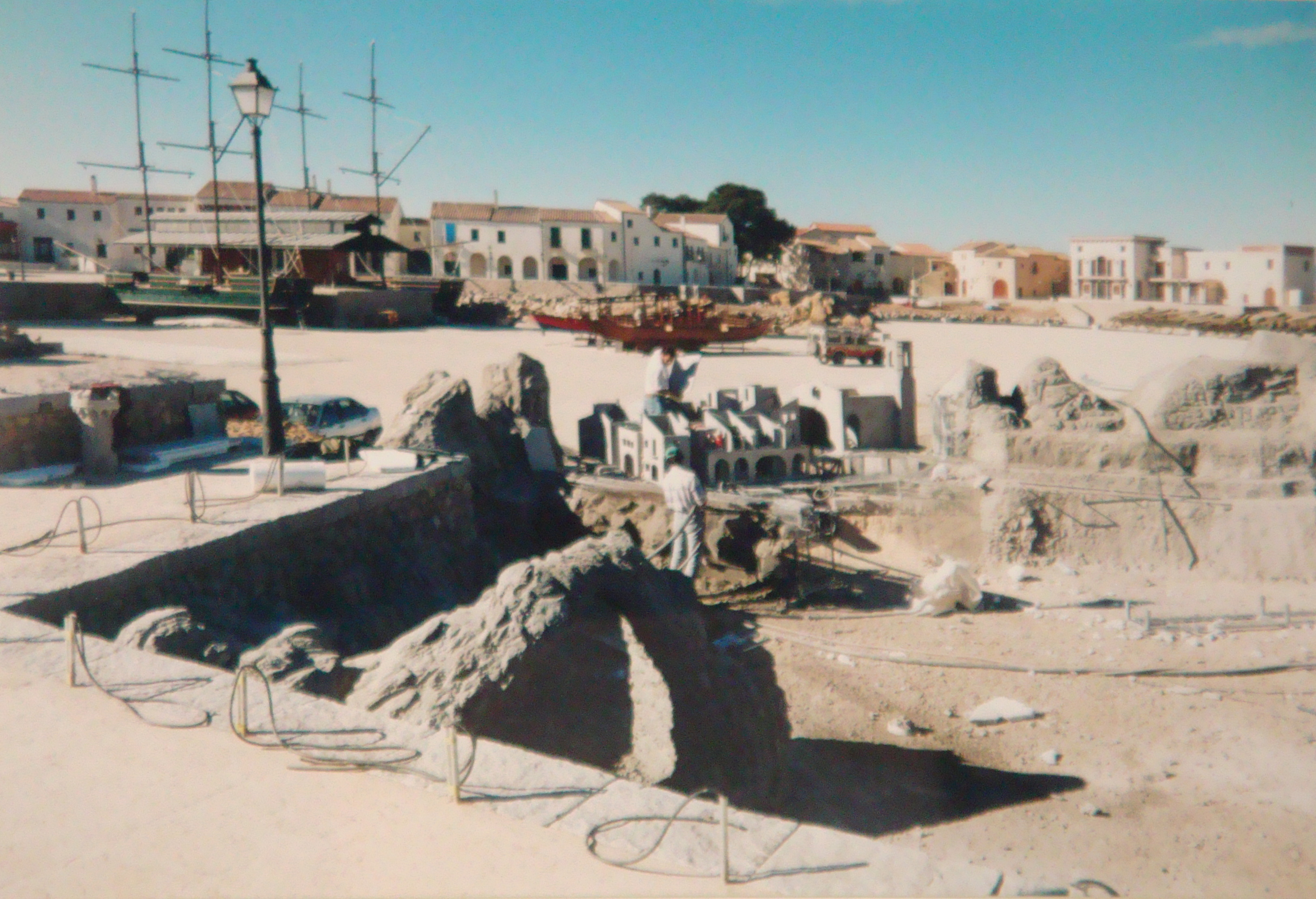
Foto de la construcción del parque.

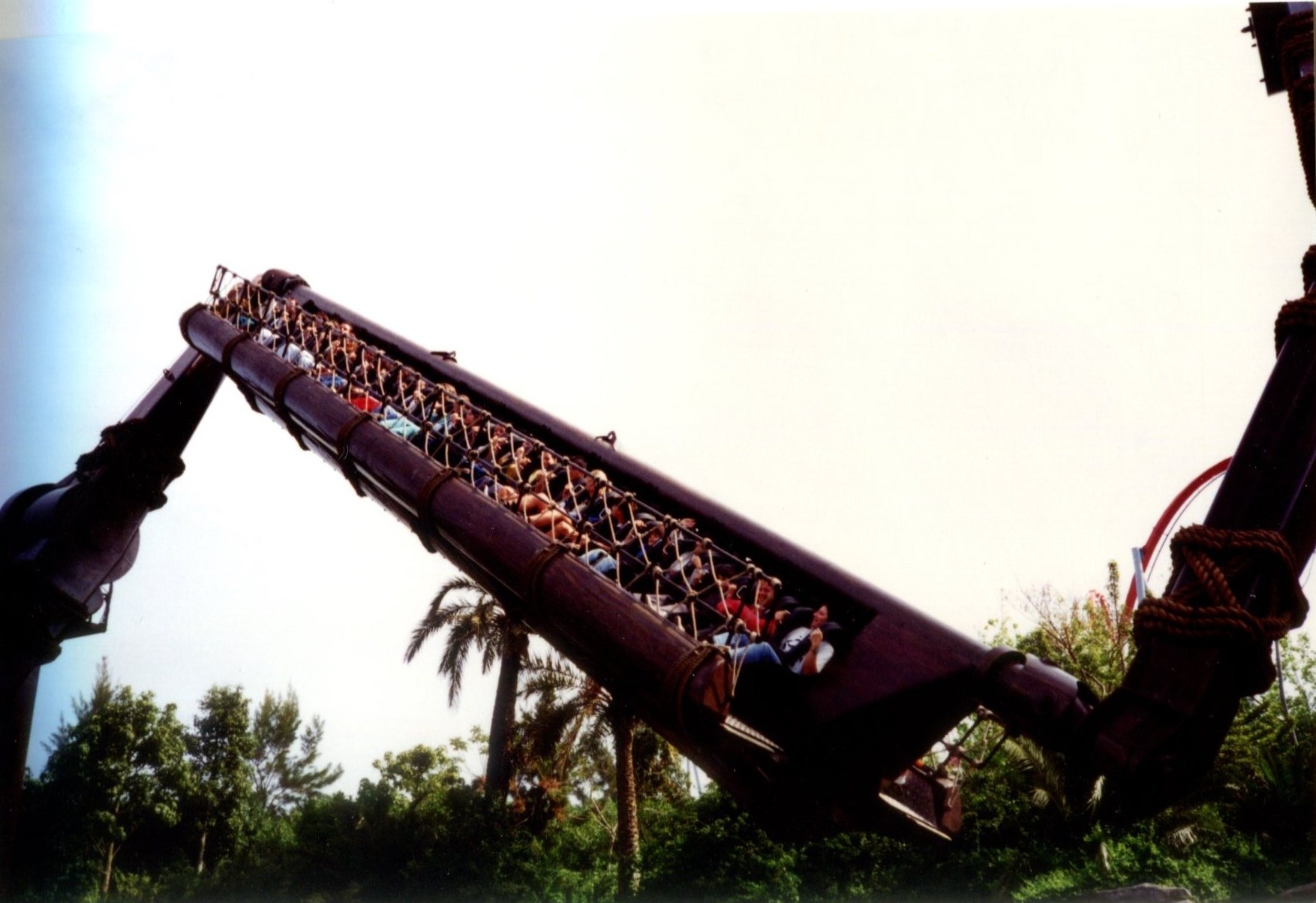
El Tifón.

Port Aventura (1995-1998) fue concebido en sus inicios como un parque de atracciones. La localización de Port Aventura era uno de los cuatro posibles asentamientos que se barajaban para el complejo Euro Disney Resort llamado en un futuro Disneyland Paris. Toulon, Alicante y París (la finalmente elegida) eran los otros emplazamientos. El parque temático fue inaugurado el 1 de mayo de 1995 y constaba de cinco áreas temáticas: Mediterrània, Polynesia, China, México y Far West.
El parque tuvo desde el principio como mayor atractivo la montaña rusa Dragon Khan, que batió dos récords mundiales al contar con 8 inversiones y el looping más alto creado hasta esa fecha. Fue montada el día de la inauguración oficial por el entonces presidente de la Generalidad de Cataluña, Jordi Pujol. Junto con Kumba (en Busch Gardens Tampa, Florida) marcó un estilo de montaña rusa muy construido actualmente. Es una atracción que ha dado mucha fama al parque.[cita requerida] En 1996 se inauguró un apeadero de Renfe (sin servicios de información y atención para los pasajeros) con conexión a las principales ciudades del Corredor del Mediterráneo.
Desde su inauguración, Port Aventura ha estado constantemente en movimiento y cambio. En 1997 se estrenó Stampida (Custom Coaster Inc), una montaña rusa de madera de doble carril (rojo y azul) de unos 950 m de largo y 28 m de alto, los cuales van paralelos la mayor parte de recorrido (racer), pero que a la mitad se separan, se cruzan de frente (dueling), y finalmente siguen paralelos hasta la estación de salida. Además, su recorrido tiene integrado un tercer carril por el que circula Tomahawk, una montaña rusa de madera infantil aunque intensa. Fue abierta en la zona del Far West poco tiempo después. En 1998 se cerró la atracción Tifón, por todos los problemas y los gastos de mantenimiento que esta proporcionaba.
En 1998, con la entrada de la empresa multinacional Universal Studios en el accionariado y al asumir esta la gestión del parque, se cambió el nombre del mismo a Universal's Port Aventura en 1999. En 2000, se cambió el nombre de Universal's Port Aventura por el de Universal Studios Port Aventura. En el 2000 se estrenó un simulador, llamado Sea Odyssey y protagonizado por el delfín Sammy. En el 2001 se inauguró el Templo del Fuego, con efectos de fuego y agua y calificada la mejor atracción del 2003. En 2002, se cambió el nombre de Universal Studios Port Aventura por el de Port Aventura
En 2004, por la crisis de Vivendi Universal, se tuvo que vender todas sus acciones. Entonces, se cambió el nombre de Port Aventura por el de PortAventura Park en 2005 (el espacio se eliminó para poder registrar el nombre).
En el año 2005 (coincidiendo con el décimo aniversario) se estrenó Hurakan Condor, una atracción de tipo torre de caída libre multi-drop situada en la zona de México. La atracción, diseñada por Intamin AG, mide 115 metros de altura (con antena incluida), y 86 son propiamente de caída. Dispone de cinco góndolas de cuatro pasajeros, con tres diferentes disposiciones que experimentan una frenada de 3G (magnética) después de caer a 115 km/h. En según qué época del año se realiza un espectáculo en la fachada que compone la tematización de edificio maya con la que cuenta.
En la temporada 2006 se retiró la atracción Trono de Pacal, en su lugar está actualmente la atracción El Secreto de los Mayas.
En junio de 2007 fue la inauguración oficial de Furius Baco, una montaña rusa que se sitúa en el área Mediterrània. Alcanza 135 km/h en 3,5 s viajando a gran velocidad cerca del suelo y también del agua, puesto que en un momento de su recorrido la atracción cruza el lago de Mediterrània. Es una de las montañas rusas más rápidas de Europa y fue montada por Valentino Rossi el día de su inauguración.

En 2010 se celebró el decimoquinto aniversario. Se comienza también en este momento a construir la nueva área infantil "SésamoAventura", que abrió el 8 de abril de 2011. Así, el parque pasa a constar de 6 áreas temáticas.

Vista panorámica desde la entrada del parque, en el área Mediterrània.

El día 12 de mayo de 2012 tuvo lugar la inauguración de Shambhala: Expedición al Himalaya. El presidente de la Generalidad de Cataluña, Artur Mas, hizo el primer viaje en la montaña rusa.
Para la temporada 2014, PortAventura Park presentó una nueva atracción familiar, Angkor: Aventura en el reino perdido, una splash battle tematizada en Camboya. En 2015, PortAventura Park celebró su vigésimo aniversario con todos sus espectáculos renovados. Se colocó decoración con motivos festivos por todo el sitio, y a la entrada del parque se colocó un escenario para representar espectáculos. 
En mayo de 2018 se inició la construcción de una dark ride en Sésamo Aventura que se inauguró en abril de 2019, en la siguiente temporada. Se trata de una atracción cubierta donde los pasajeros viajan con un vehículo guiado automático a través de varios escenarios siguiendo un hilo argumental, en este caso protagonizado por los personajes de Barrio Sésamo. Esta nueva atracción sería la primera gran atracción de la zona Sésamo Aventura.
Visitantes
| 1995 | 2.700.000 | 2005 | 3.366.000 | 2015 | 3.600.000 |
| 1996 | 3.000.000 | 2006 | 3.500.000 | 2016 | 3.500.000 |
| 1997 | 2.800.000 | 2007 | 3.700.000 | 2017 | 3.600.000 |
| 1998 | 2.800.000 | 2008 | 3.300.000 | 2018 | 3.600.000 |
| 1999 | 3.100.000 | 2009 | 3.000.000 | 2019 | 3.750.000 |
| 2000 | 3.000.000 | 2010 | 3.050.000 | 2020 | 656.832   |
| 2001 | 3.100.000 | 2011 | 3.522.000 | 2021 | 2.400.000 |
| 2002 | 3.200.000 | 2012 | 3.540.000 | 2022 | 3.750.000 |
| 2003 | 3.040.000 | 2013 | 3.368.010 | 2023 | 3.975.000 |
| 2004 | 3.100.000 | 2014 | 3.500.000 |      |           |

## Áreas temáticas
Anexo:Atracciones de PortAventura Park
El parque se divide en seis áreas temáticas basadas en distintas civilizaciones históricas. Desde 1995 hasta el año 2010 eran cinco áreas, pero en el año 2011 se inauguró SésamoAventura (área infantil), fijando así el número de áreas en seis.

### Mediterrània
Es el área de bienvenida al parque. Su ambientación representa un pequeño poblado de pescadores típico mediterráneo. Desde aquí se puede viajar a cualquier parte del parque ya sea a pie, en barco (Port de la Drassana) o en tren (Ferrocarril Tour).
Zonas limítrofes: Far West y Polynesia (conexión con SésamoAventura por tren y con China por Port de la Drassana)
- Atracciones
  - Furius Baco: montaña rusa con una aceleración de 0 a 135 km/h en 3,5 segundos. El día de su apertura fue montada por el piloto de motos italiano Valentino Rossi.
  - Port de la Drassana: medio de transporte por agua que une Mediterrània con China. Los barcos son de transporte turístico, recorriendo todo el río y lago del parque y atravesando las áreas temáticas de China, Far West, Mediterrània y Polynesia.
  - Estació del Nord: estación de la atracción Ferrocarril Tour, el tren de vapor que da la vuelta al parque parando en Mediterrània, SésamoAventura y Far West.
- Espectáculos
  - PortAventura Parade: Desfile de carrozas con animación tematizadas en las áreas del parque.

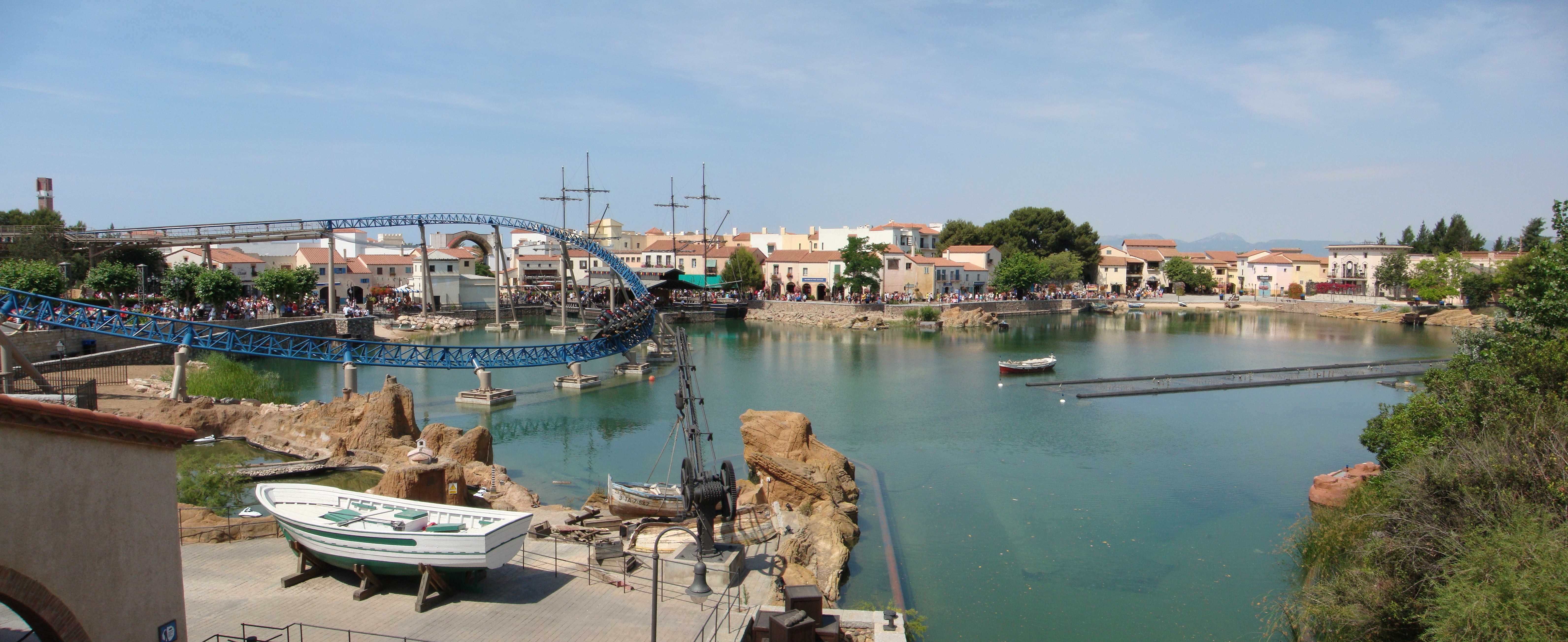
Lago de entrada al parque en la zona Mediterrània.
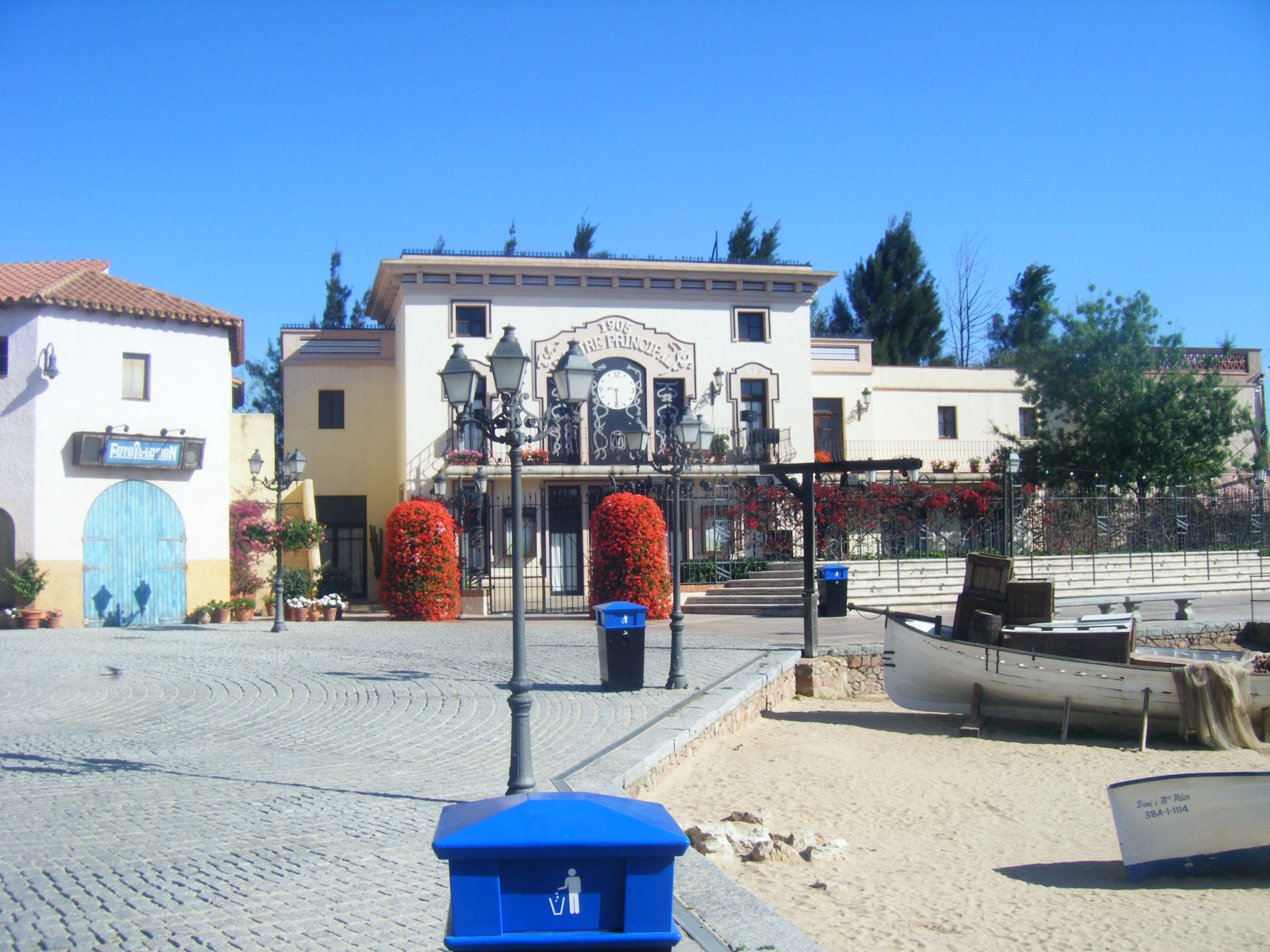
Vista de la zona de entrada a Mediterránia.

### Polynesia
La segunda zona temática por excelencia, ambientada en las islas tribales de la Polynesia, que tienen como denominador común la naturaleza.
Anteriormente esta área contaba con un simulador 4D llamado "Sea Odissey", inaugurado durante la época de Universal Studios, en el año 2000. Posteriormente, en el año 2014, fue retematizado y renombrado como "Ice Age: The 4-D Ride" y en 2017 como "Dino Escape 4D". Desde el año 2020 está en desuso y en su lugar se puede encontrar el pasaje del terror REC© Experience.
Zonas limítrofes: Mediterrània, China y SésamoAventura
- Atracciones
  - Tutuki Splash: atracción de agua. Varias barcas hacen un recorrido por el corazón de la selva mediante raíles sumergidos. A lo largo del trayecto, hay dos bajadas, una bajada menor y otra que baja desde una colina que emula un volcán de mayor altura.
  - Canoes: atracción de agua con pequeñas canoas con capacidad para una o dos personas, se recorrerá un pequeño recorrido vía raíles sumergidos con subidas y leves bajadas.
  - Kontiki: barco que se balancea hasta ponerse perpendicular al suelo. El barco está prácticamente encima del lago, dando una sensación de inmersión
- Espectáculos
  - Aves del paraíso: espectáculo didáctico sobre aves desde la inauguración del parque en 1995.
  - Pareos en Bora Bora: bailes polinesios, ubicado en el restaurante Bora Bora.
  - Aloha Tahití: espectáculo sobre un ritual polinesio.
  - REC© Experience: Pasaje de terror cubierto más largo de Europa, ubicado actualmente en las instalaciones del Sea Odissey.

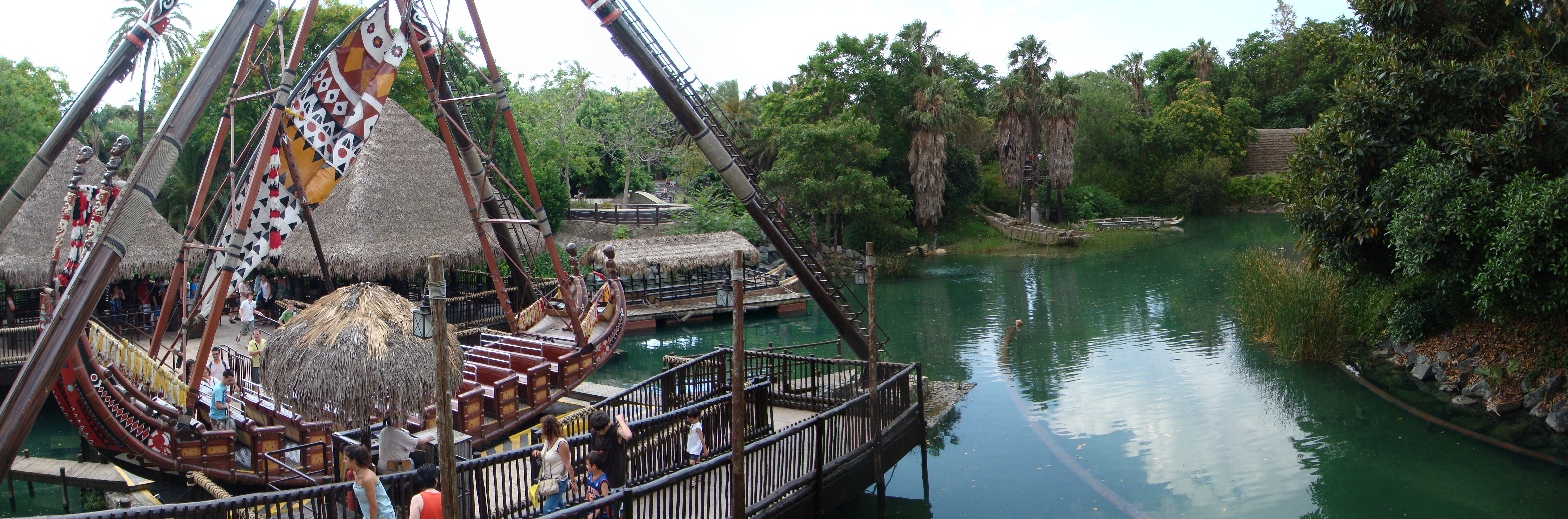
Atracción Kontiki.
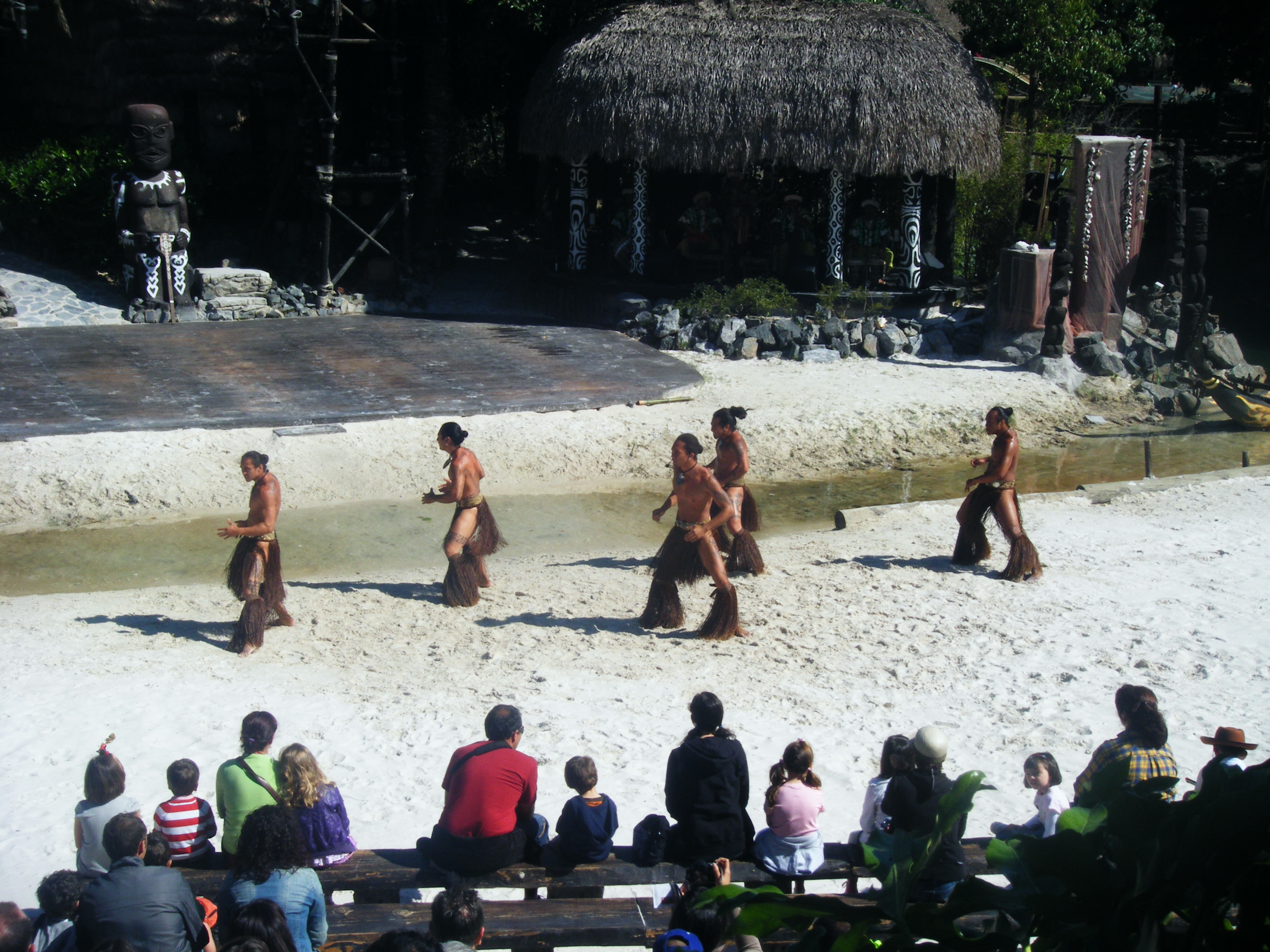
Espectáculo Aloha Tahití en la playa de Polynesia.
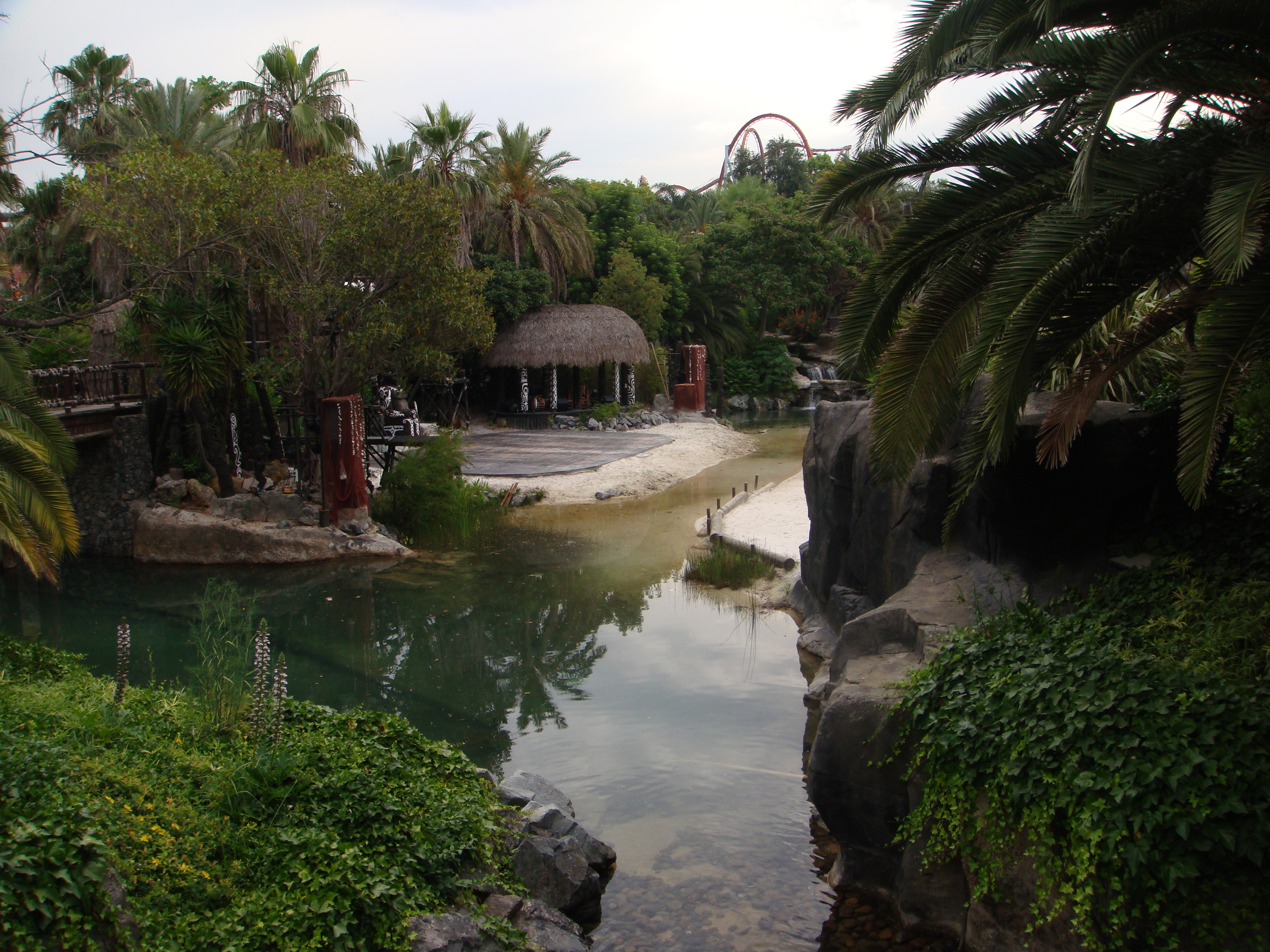
Escenario de espectáculos en Polynesia.
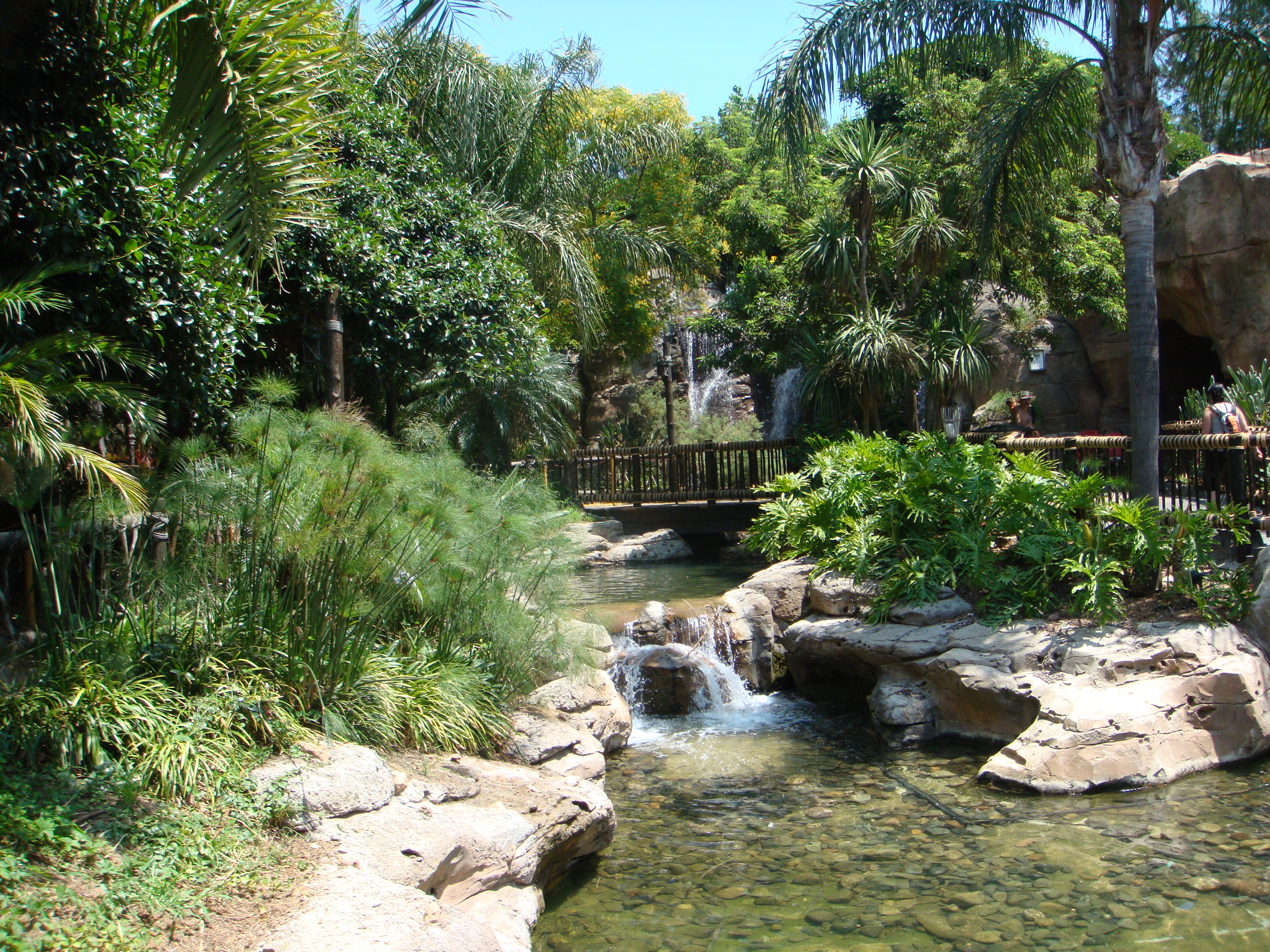
La vegetación se funde con el agua en Polynesia.

### China
Esta zona está fuertemente inspirada en la China imperial. Existen réplicas de edificios reales y otras esculturas y misticismo.
Hasta el año 2012 se podía encontrar la mítica atracción de sillas voladoras "Fumanchú" junto a Dragon Khan. Fue desmantelada para la construcción del pórtico de entrada a Shambhala.
Zonas limítrofes: México, Polynesia y SésamoAventura.
- Atracciones
  - Shambhala: gran montaña rusa de tipo hypercoaster de 76 metros de altura y 134km/h inaugurada en 2012.
  - Dragon Khan: montaña rusa. Es el emblema del parque desde que se inauguró, alcanza una velocidad de 110 km/h y cuenta con 8 inversiones.
  - Angkor: se trata de una splash battle de unos 300 metros de recorrido ambientada en el templo de Angkor Wat inaugurada en 2014.
  - Cobra Imperial: emula una serpiente que se persigue la cola, orbitando alrededor de la cabeza subiendo y bajando levemente a una velocidad media.
  - Tea Cups: consta de varias tazas que giran sobre sí mismas a la vez que orbitan alrededor de una tetera china gigante.
  - Área Infantil: incluye las atracciones: Kiddie Ballons y Kiddie Kitties, así como un parque infantil y un gran dragón con diferentes toboganes.
  - Waitan Port: medio de transporte por agua que une China con Mediterrània. Los barcos son de transporte turístico, recorriendo todo el río y lago del parque y atravesando las áreas temáticas de China, Far West, Mediterrània y Polynesia. Cabe destacar que el puerto de China intenta imitar a un típico puerto del Yangtsé
- Espectáculos
  - Around the World: show Acrobático y musical, ubicado en el Gran Teatro Imperial.

### México
Esta área está ambientada casi exclusivamente en el México precolombino, proliferando por tanto detalles como templos, esculturas y la Gran Pirámide, junto a la que se encuentra el Gran Teatro Maya (zona de espectáculos). También aparecen otros elementos típicos como La Cantina, cuyo interior encierra un patio de fiesta y un templo azteca, o el arco que da paso a la zona.
Zonas limítrofes: Far West y China
- Atracciones
  - El Diablo - Tren de la Mina: montaña rusa. Subidos en un tren minero, se sube a grandes alturas para descender por curvas y desniveles a una velocidad máxima de 60 km/h.
  - Hurakan Condor: torre de caída multi-ride con 100 metros de altura, que recorre en 3 segundos a 115 km/h. Con la particularidad de tener el tejado inclinado
  - Yucatán: emulando una serpiente de grandes proporciones, se darán varias vueltas alrededor de un tótem con pequeñas subidas y bajadas a una velocidad media
  - Serpiente Emplumada: varios módulos cilíndricos ruedan a gran velocidad sobre sí mismos, elevándose, cambiando su ángulo respeto el suelo y a la vez, orbitando alrededor de un tótem centra
  - Armadillos: réplica infantil de Yucatán
  - Los Potrillos: a lomos de muñecos que simulan potrillos, se dará un recorrido a través de un campamento de exploradores. Antes de construirse Stampida en 1997 esta atracción se encontraba ubicada en Far West.
  - El Secreto de los Mayas: laberinto de espejos, hasta el año 2006 en su lugar se ubicaba Trono de Pacal.
  - Templo del Fuego: Esta atracción inaugurada en el año 2001 de la mano de Universal es un walk-throught en el que te explicaran la historia del templo y del dios azteca del fuego. Como curiosidad cada función de la atracción gasta el gas equivalente al de una familia en todo un año, anteriormente en este lugar hasta el año 1999 se ubicaba "Chac-Mool", actualmente ubicada en Far West con el nombre de "VolPaiute".
- Espectáculos
  - Meet & Greet Shrek: espectáculo musical y meet & greet.
  - Rituales Mexicanos: ubicado en el escenario del restaurante la cantina.
  - Las Aventuras de Tadeo Jones: espectáculo temático de Tadeo Jones.

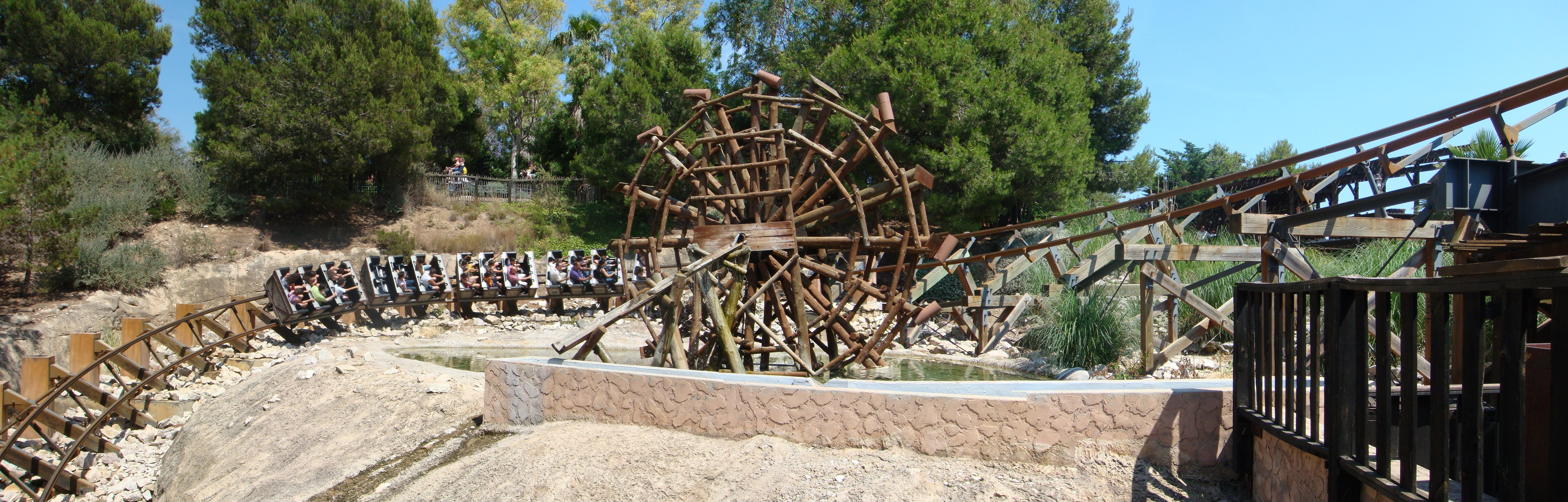
Panorámica del último giro de El Diablo - El tren de la mina.
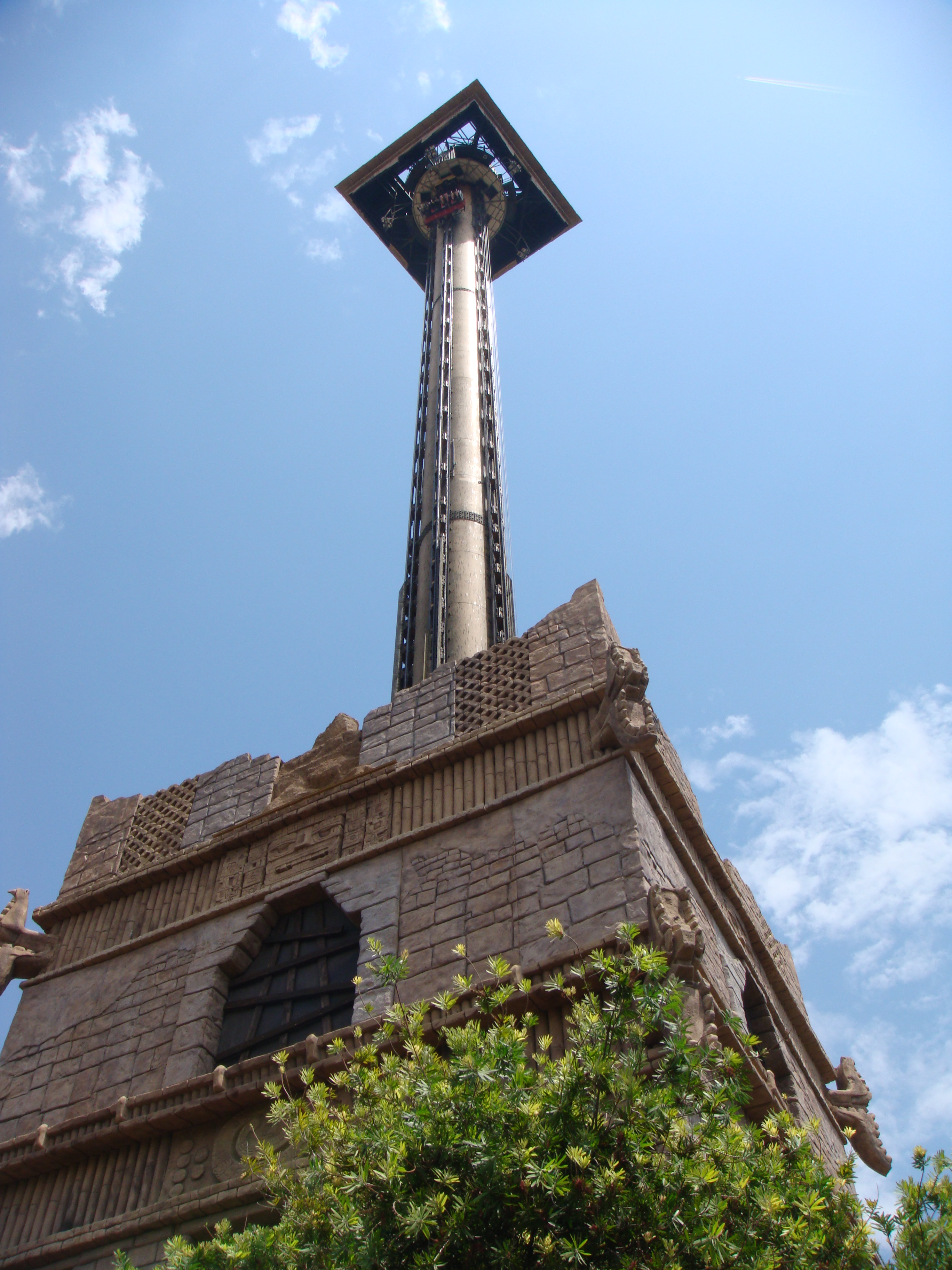
Hurakan Condor, una de las atracciones estrella del parque.
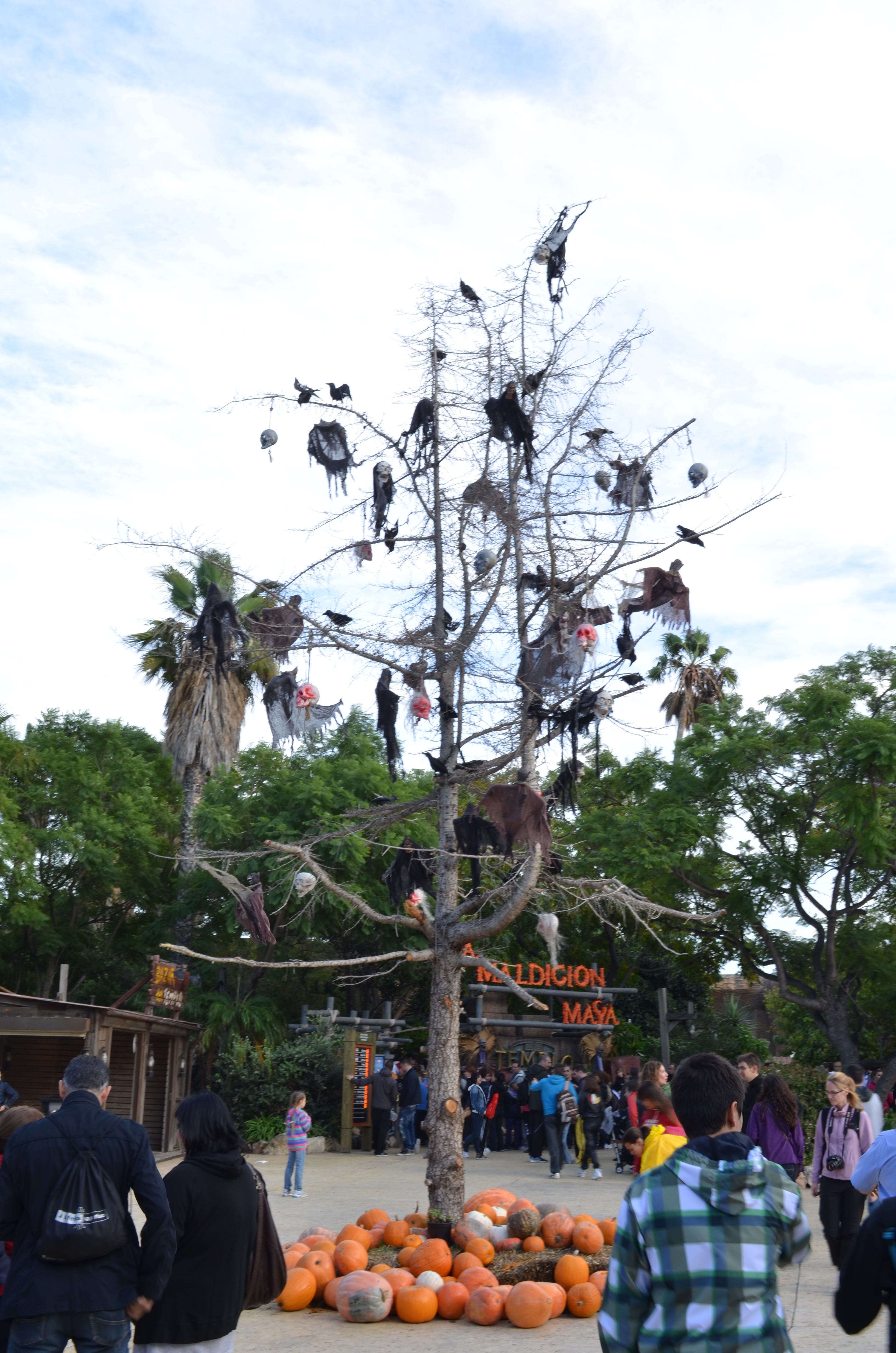
Plaza central de México.
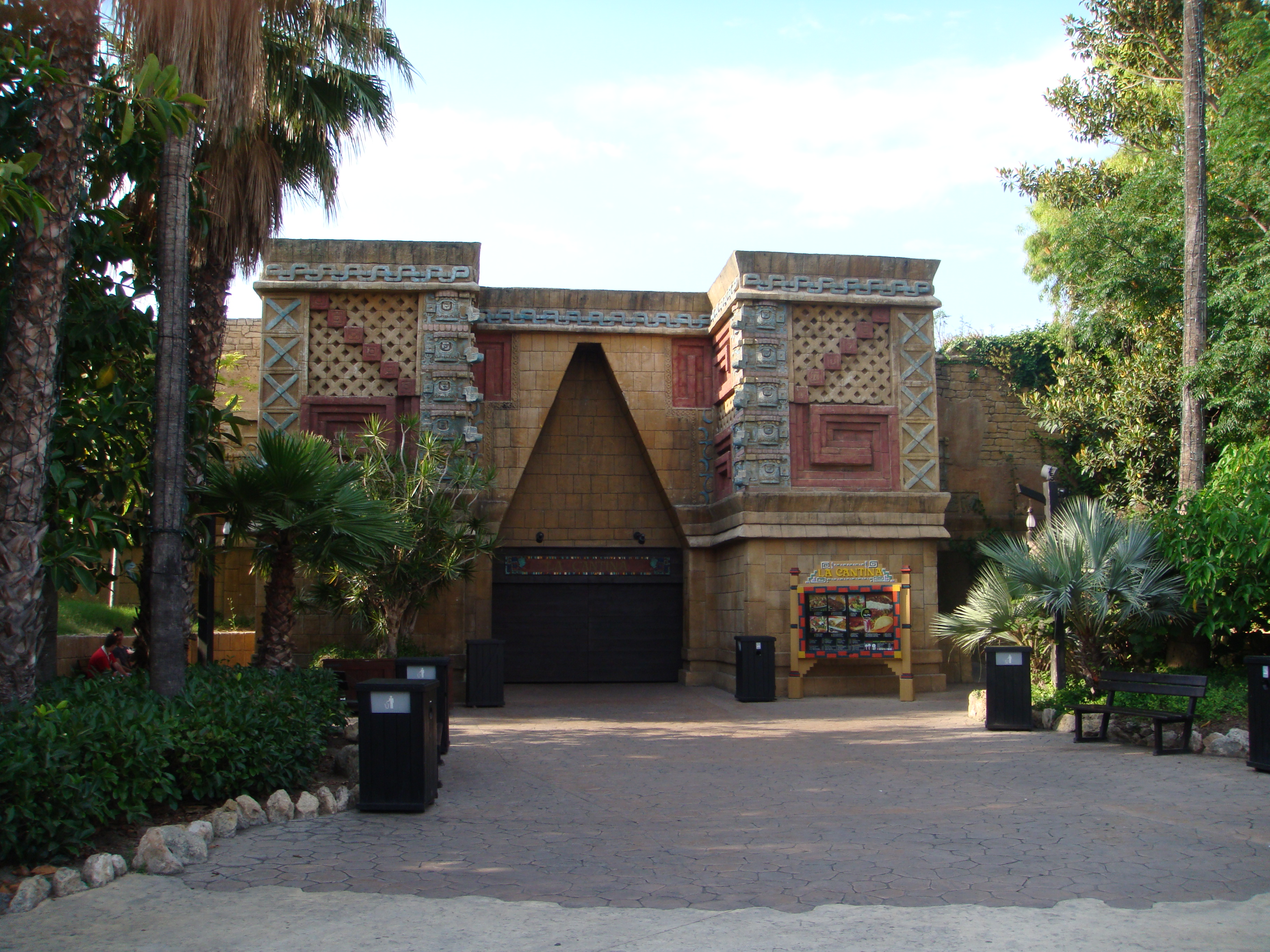
La Cantina

### Far West
En el recorrido del parque, Far West sería la última zona a visitar; o bien la primera. Como su nombre indica, el estilo es el del viejo Oeste. Existen multitud de edificios decorados para la ocasión.
Zonas limítrofes: Mediterránia y México.
- Atracciones
  - Stampida: montaña rusa. Los participantes deberán escoger uno de los dos trenes que correrán el circuito de madera en paralelo, cruzándose y separándose a una gran velocidad.
  - Tomahawk: montaña rusa. Versión familiar de Stampida.
  - Silver River Flume: atracción de agua. A lo largo de un largo recorrido que se navegará en troncos de una persona por fila, se bajarán numerosas bajadas con desniveles muy elevados, remojando a los presentes
  - Grand Canyon Rapids: atracción de agua. Varios botes circulares descienden los rápidos del río Colorado, provocando remojones. Desde la parte de arriba del gran cañón otras personas que visiten el parque podrán mojarnos con las pistolas de agua fijas que hay por lo largo de la atracción.
  - Uncharted: El enigma de Penitence: Montaña rusa cubierta con efectos especiales.
  - Crazy Barrels: varios barriles giran a gran velocidad sobre sí mismos, elevándose y cambiando su ángulo
  - Carrousel: tiovivo con muñecos que emulan búfalos y caballos
  - Buffalo Rodeo: autos de choque infantiles
  - VolPaiute: plataformas con asientos que giran al lado contrario que la plataforma principal, mientras que ella también se inclina. Anteriormente, hasta el año 1999, se ubicaba en México con el nombre de Chac-Mool.
  - Wild Buffalos: atracción para todas las edades. Autos de choque
  - Laberinto Blacksmith: atracción que simula un pueblo del lejano oeste abandonado
  - Penitence Station: estación de la atracción Ferrocarril Tour, el tren de vapor que da la vuelta al parque parando en Mediterrània, SésamoAventura y Far West.
  - Hysteria in Boothill: Experiencia de terror inmersiva con realidad aumentada.
- Espectáculos
  - Bang Bang West: espectáculo de acción con efectos especiales y acrobacias en directo.
  - Magic Can Can: espectáculo de acción y humor realizado en el Saloon.
  - West Show: espectáculo interactivo con cantante en directo y bailarinas, ubicado en el Saloon.
  - La casa de Woody: meet & Greet con Woody Woodpecker (Pájaro Loco).

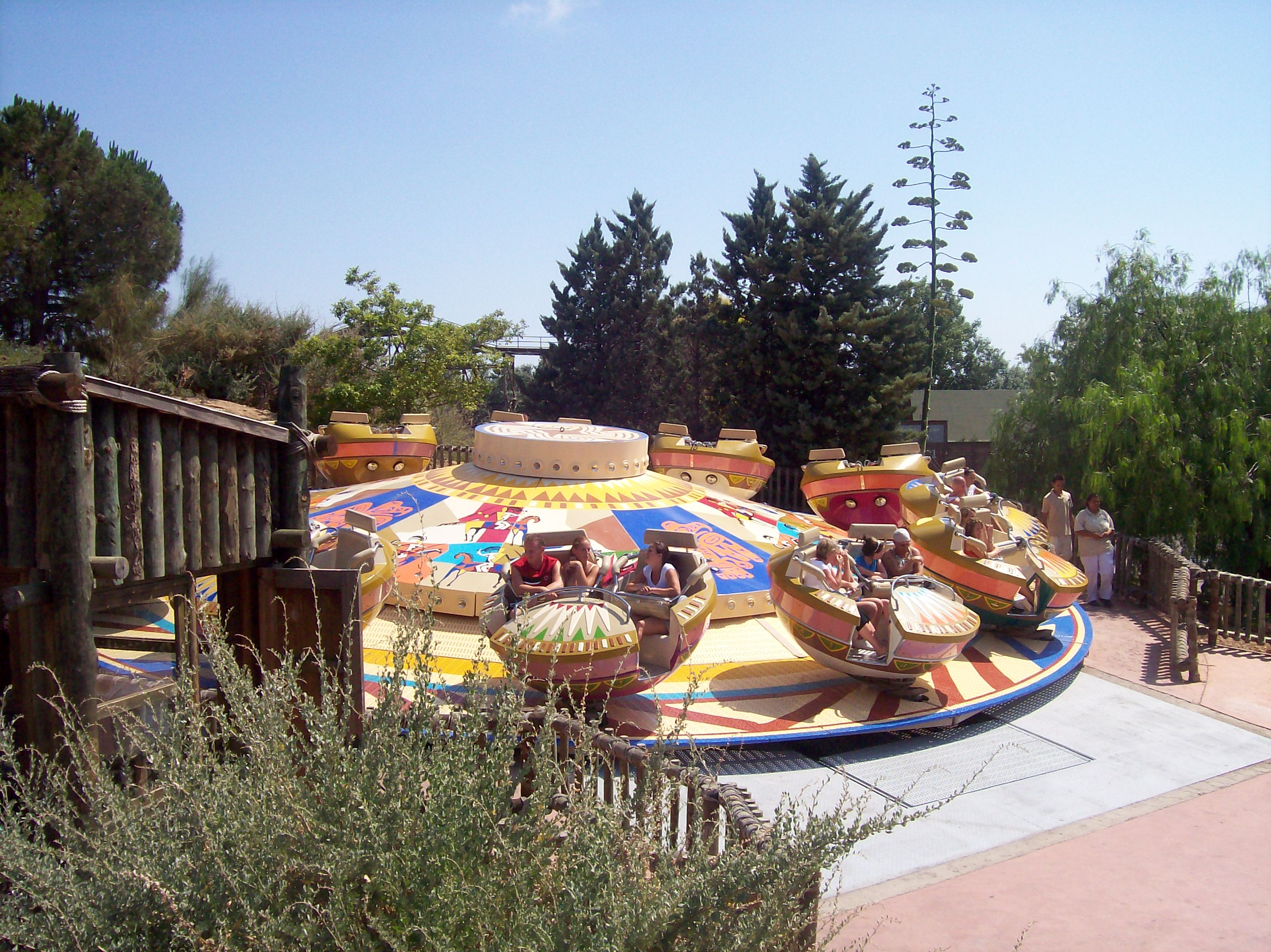
Volpaiute en Far West.
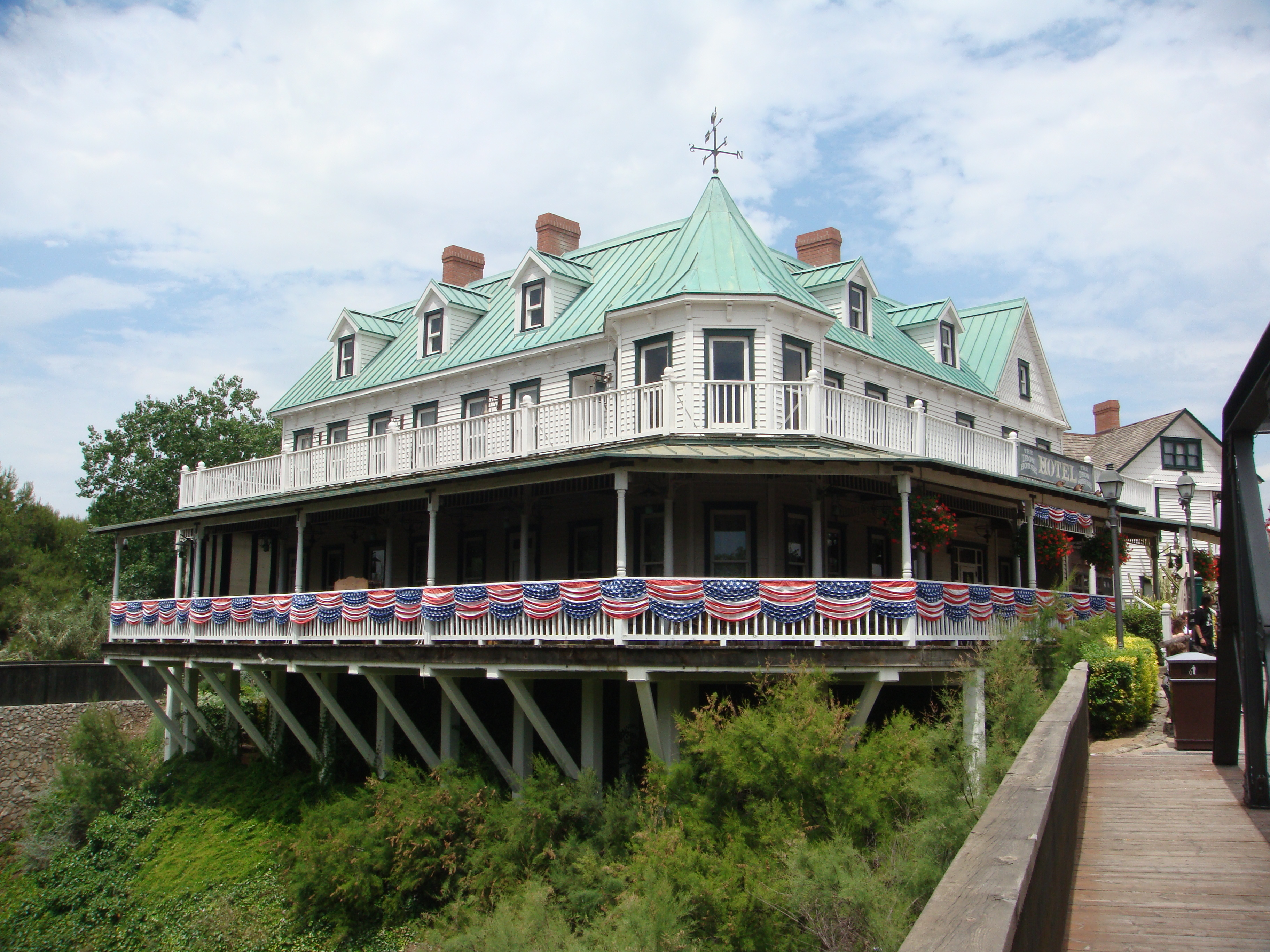
Restaurante Hotel Iron (no es un hotel real).
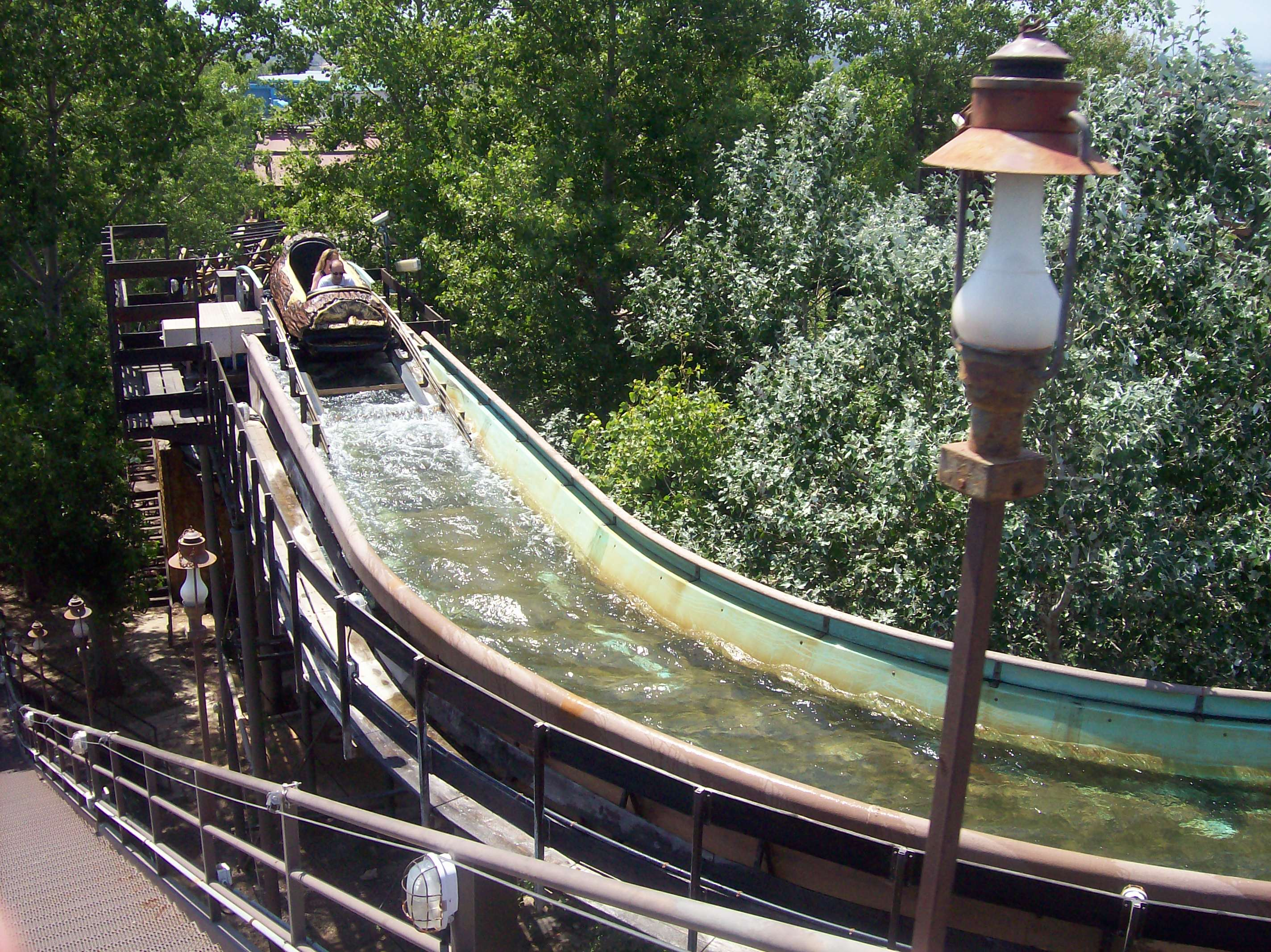
Parte del recorrido del Silver River Flume, de Far West.

### SésamoAventura

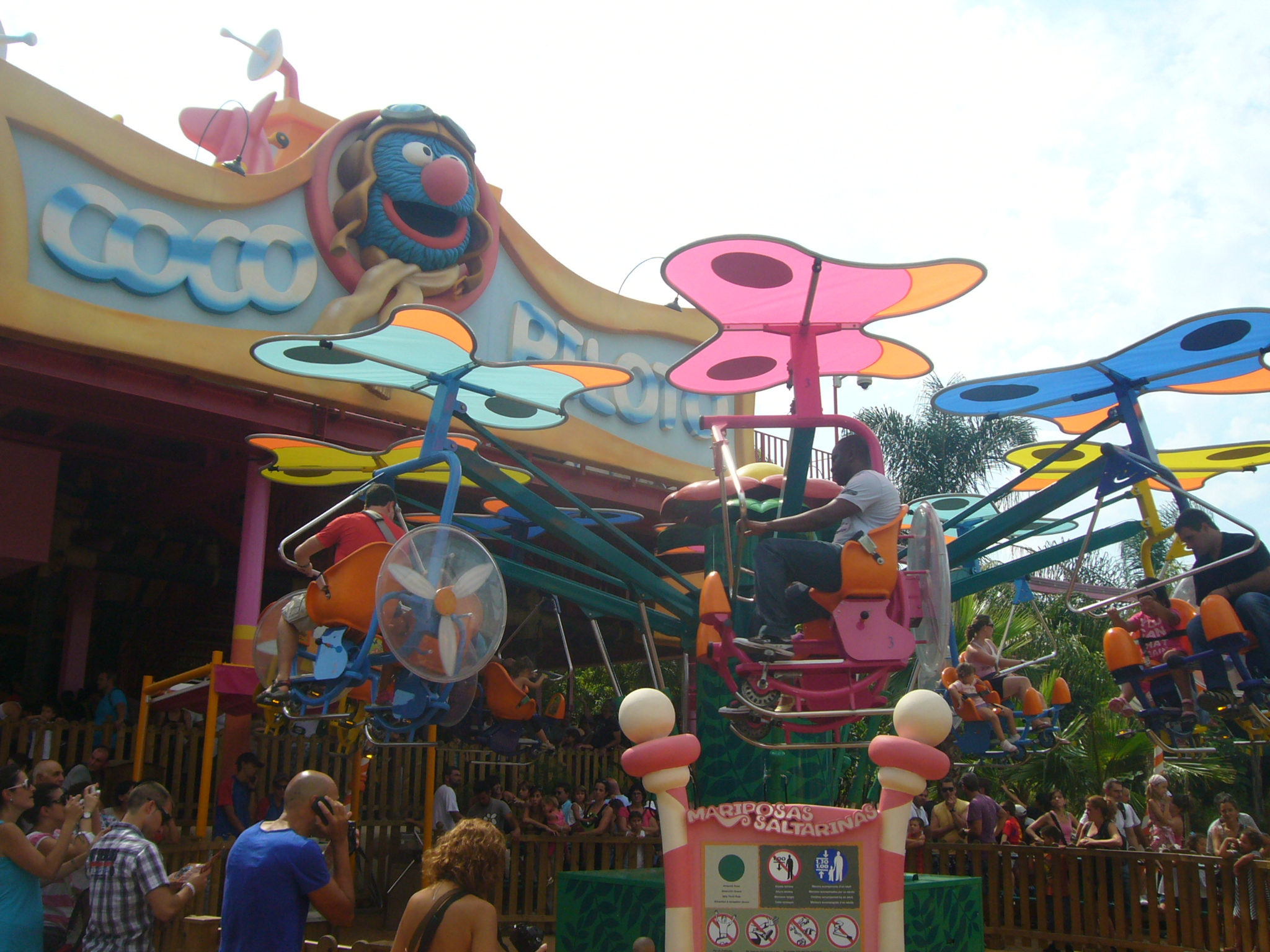
Mariposas saltarinas, una de las atracciones de SésamoAventura.

Situada entre Polynesia y China surge esta zona temática dedicada a los más pequeños. Consiste en un área infantil ambientada en Barrio Sésamo. El árbol mágico es el centro de SésamoAventura.
Esta zona temática abrió sus puertas el 8 de abril de 2011, con la apertura de la temporada 2011.
Zonas limítrofes: China y Polynesia
- Atracciones
  - Street Mission: dark ride interactiva familiar con personajes de Barrio Sésamo.
  - Tami Tami: montaña rusa para toda la familia, hasta la temporada 2009 esta atracción estaba ubicada en el área de Polynesia, hasta el año 1998 cuando fue inaugurada en su lugar se ubicaba la atracción "Tifón".
  - La Granja de Elmo: tractores para montar toda la familia.
  - Mariposas Saltarinas: bicicletas que cuando más pedaleas más subes.
  - El Salto de Blas: caída libre con cuerdas de las que tendrás que tirar de ellas para elevarte.
  - Magic Fish: motos acuáticas para los más pequeños.
  - Coco piloto: monorraíl que recorrerá la zona.
  - Waikiki: sillas voladoras infantiles.
  - El Huerto Encantado: área de juegos infantiles.
  - Kiddie Dragons: atracción infantil anteriormente ubicada en el área infantil de China, se trasladó a SesamoAventura para reemplazar a Loco-Loco Tiki en la temporada 2017.
  - SésamoAventura Station: estación de la atracción Ferrocarril Tour, el tren de vapor que da la vuelta al parque parando en Mediterrània, SésamoAventura y Far West.
- Espectáculos
  - Let's Dance: espectáculo dedicado a los más pequeños con los personajes de barrio sésamo.
  - Abby Star Studio: meet & Greet con Abby Cadabby.

## Tabla resumen de atracciones

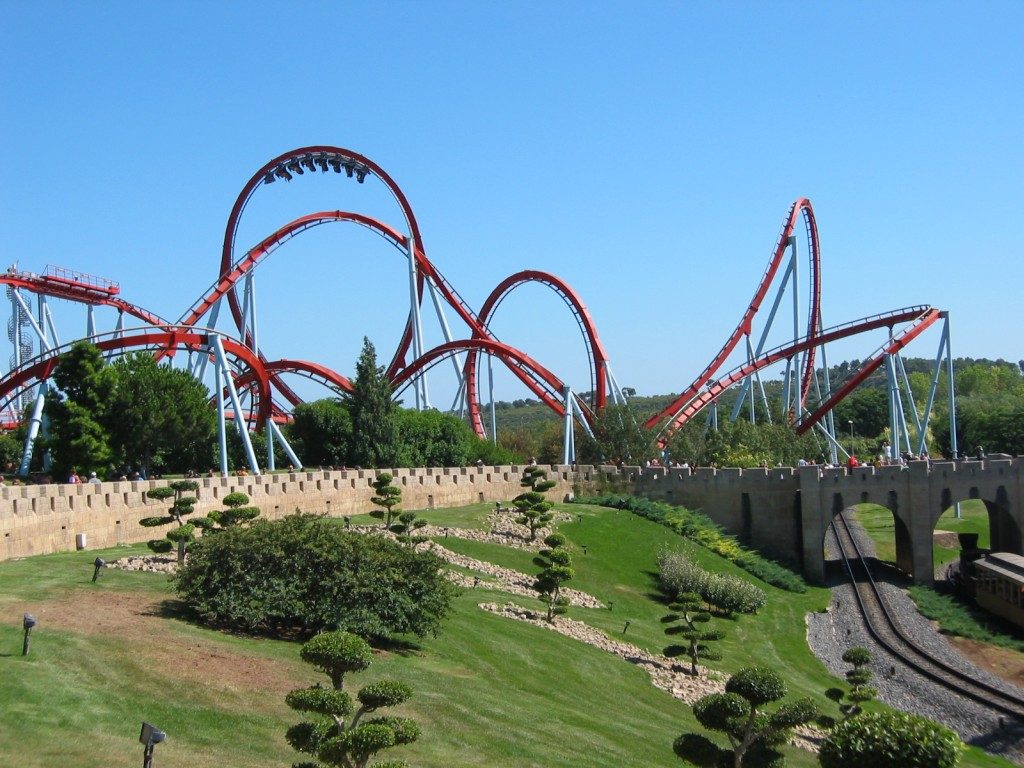
El Dragon Khan de PortAventura Park.

| Nombre                            | Constructor                   | Área                                        | Velocidad máx. (km/h) | Altura máx. (m) | Longitud (m) | Duración (minutos) | Inauguración (año) |
| --------------------------------- | ----------------------------- | ------------------------------------------- | --------------------- | --------------- | ------------ | ------------------ | ------------------ |
| Street Mission                    | Sally Dark Rides              | SésamoAventura                              | 10                    | -               | -            | 6:00               | 2019               |
| Angkor                            | Mack Rides                    | China                                       | 10                    | -               | 2300         | 8:30               | 2014               |
| Shambhala                         | Bolliger & Mabillard          | China                                       | 134                   | 76              | 1650         | 3:00               | 2012               |
| Dragon Khan                       | Bolliger & Mabillard          | China                                       | 110                   | 45              | 1270         | 1:45               | 1995               |
| Furius Baco                       | Intamin AG                    | Mediterrània                                | 135                   | 16              | 850          | 0:55               | 2007               |
| Hurakan Condor                    | Intamin AG                    | México                                      | 115                   | 100             | 200          | 1:00               | 2005               |
| Stampida                          | CCI                           | Far West                                    | 75                    | 26              | 954          | 1:40               | 1997               |
| Tomahawk                          | CCI                           | Far West                                    | 48                    | 13,5            | 440          | 1:10               | 1997               |
| Uncharted: El Enigma de Penitence | Intamin AG y Sally Dark Rides | Far West                                    | 60                    | 12              | 700          | 2:00               | 2023               |
| El Diablo - Tren de la Mina       | Arrow Dynamics                | México                                      | 60                    | 16,5            | 970          | 3:10               | 1995               |
| Tutuki Splash                     | Intamin AG                    | Polinesia                                   | 56                    | 15              | 438          | 5:00               | 1995               |
| Silver River Flume                | Mack Rides                    | Far West                                    | 55                    | 16              | 689          | 5:30               | 1995               |
| Tami-Tami                         | Vekoma                        | SésamoAventura                              | 35                    | 8,5             | 207          | 0:44               | 1998               |
| Grand Canyon Rapids               | Intamin AG                    | Far West                                    | 15                    | -               | 465          | 3:20               | 1995               |
| Ferrocarril Tour                  | Severn Lamb                   | - Mediterrània - Far West - Sésamo Aventura | 11                    | -               | 10500        | -                  | 1995               |

## Espectáculos
Cada pocos meses, los espectáculos del parque cambian. También se ofrecen espectáculos tematizados de cada mundo del parque y tematizados de Halloween y Navidad.

### Cambios estacionales
Halloween
- Los espectáculos de todo el parque se tematizan con motivos de Halloween.
- El parque se viste de negro, lila y naranja, miles de arañas, cuervos y calabazas invaden el parque.
- Se ven telarañas al igual que calabazas a lo largo del parque.
- SésamoAventura está especialmente dedicado a las calabazas.
- Te puedes encontrar con la familia Addams que viene paseando con su carro.
- Personajes de Far West: Frankie, la niña del exorcista, el cortacabezas, el loco, Beetlejuice...

Navidad
- Los espectáculos de todo el parque se tematizan con motivos de Navidad.
- El parque está decorado con guirnaldas, lazos y enormes árboles de Navidad.
- Se puede ver a Woody patinando sobre hielo junto a otros personajes como Clara en un ambiente navideño y bailes especiales para esta época.
- Por la tarde, se puede ver a los emisarios reales junto un carillón y un piromusical.
- En los hoteles es posible ver a Papá Noel y los reyes magos.
- Los soldaditos, las bailarina y los duendes en la calle principal del Far West y Mediterrània.
- El duendecillo con el búho se pasean en México, sobre todo en el bosque encantado.

Noches blancas
- Las atracciones permanecen abiertas durante toda la noche hasta la madrugada, no stop.
- El parque está decorado con adornos multicolores, así como los disfraces de bailarines y animadores.
- En Mediterrània se celebran desfiles con todos los artistas que participan por la noche y se cierra la celebración con el espectáculo multimedia del lago de Mediterrània.

## Galería de fotos

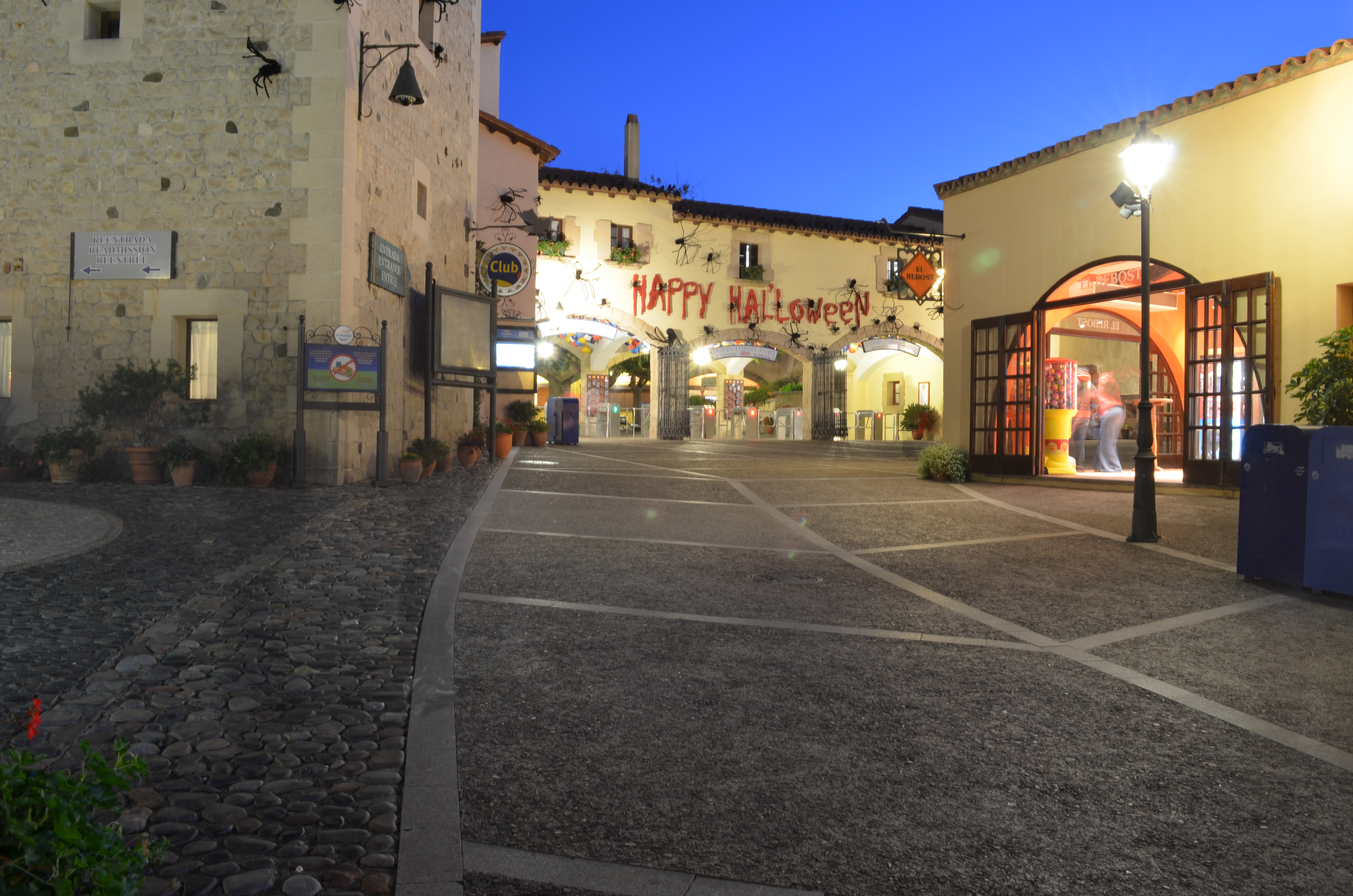
Entrada de PortAventura Park en Halloween de 2012
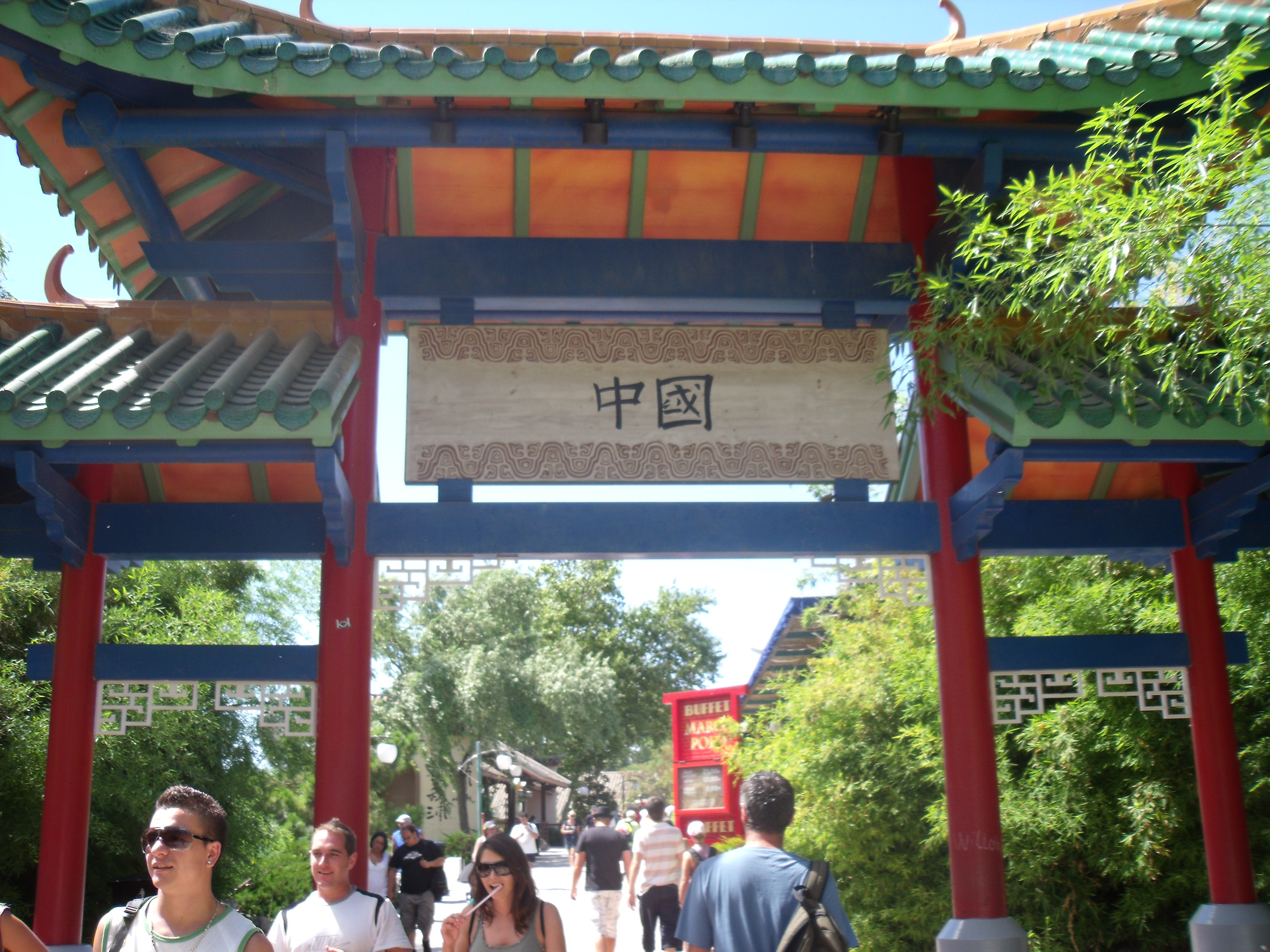
Entrada a China desde Polynesia
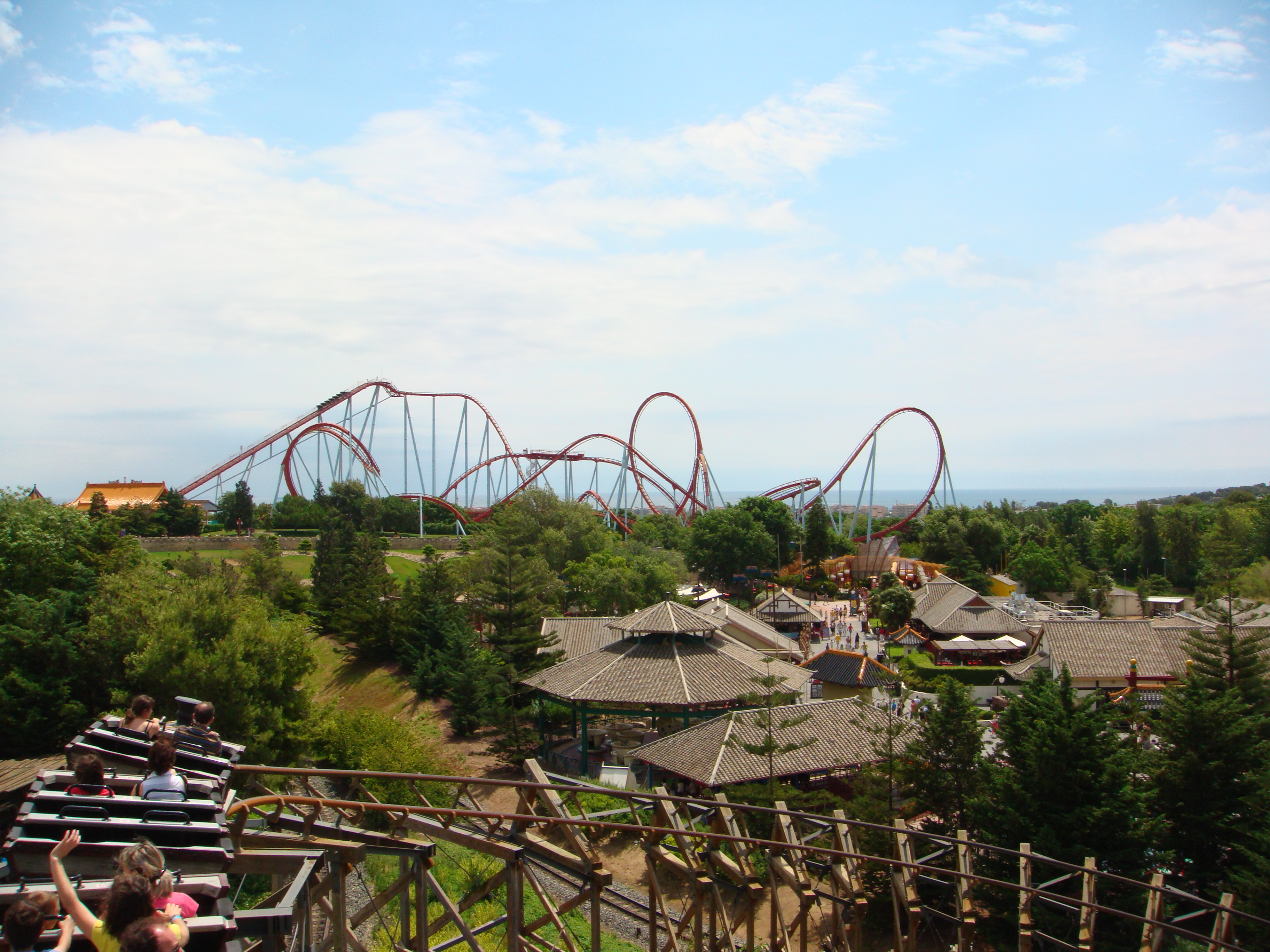
Vista de Dragon Khan desde El Diablo - Tren de la Mina
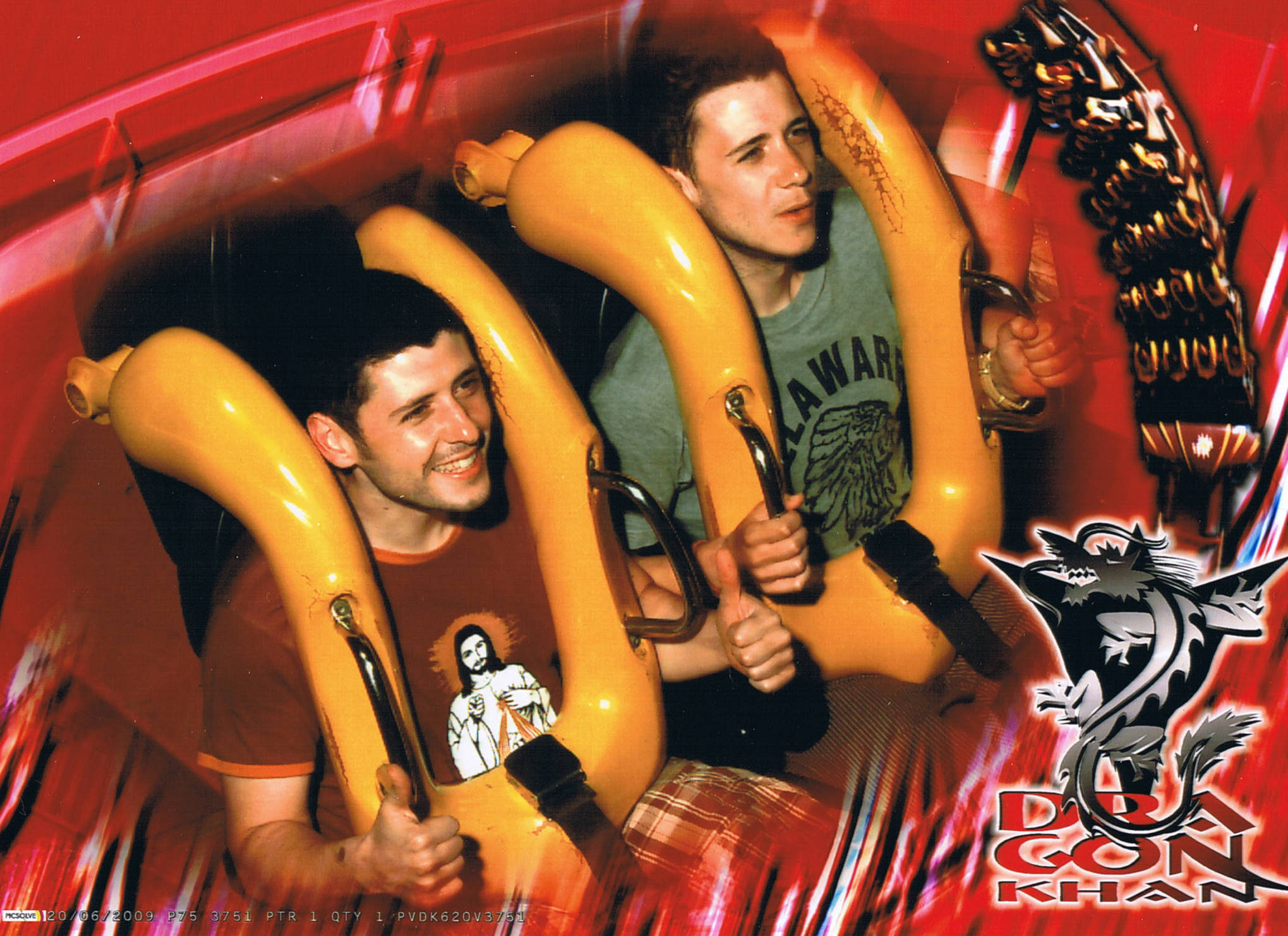
Photoride de Dragon Khan
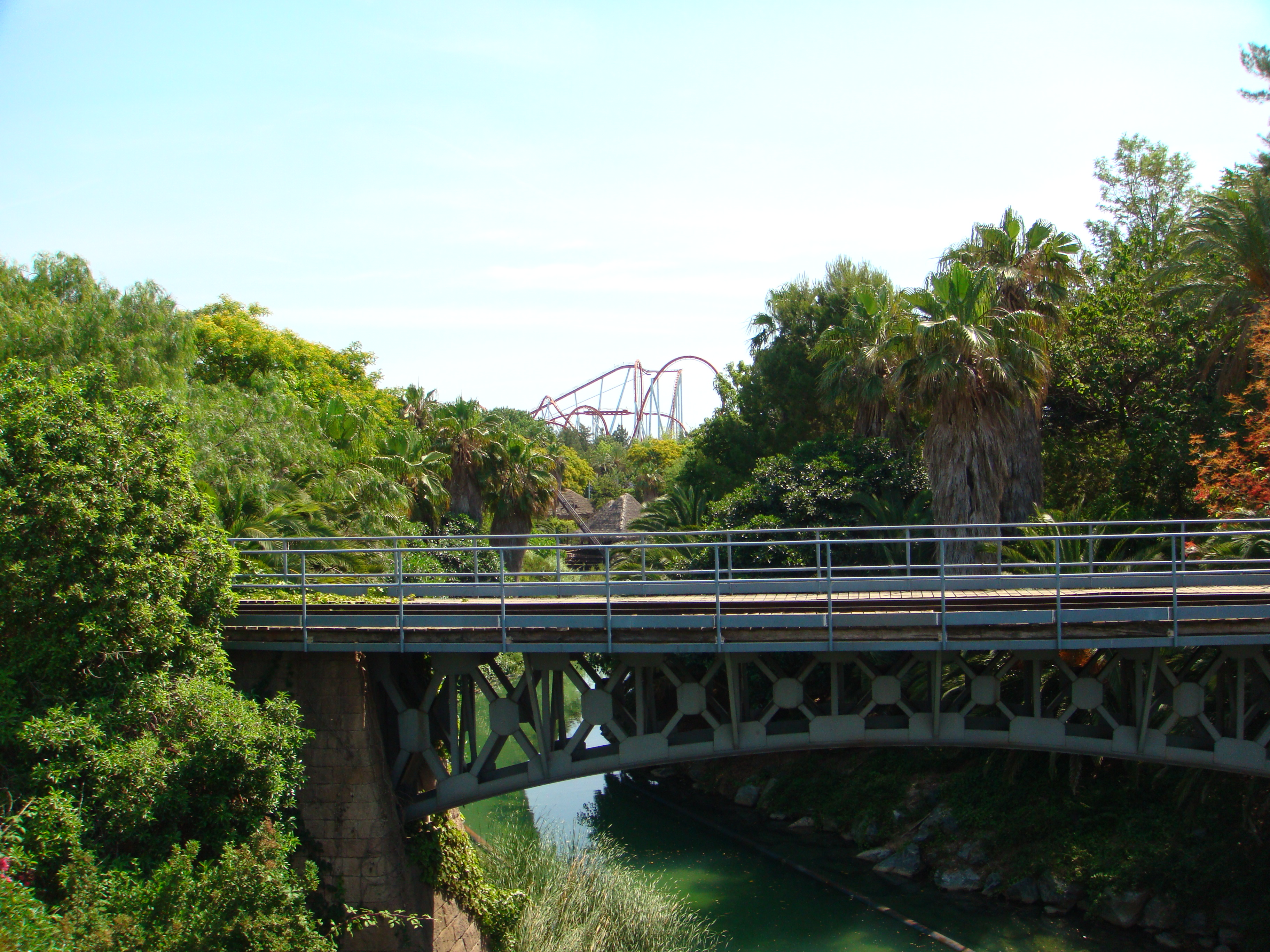
Desde Polynesia se ve Dragon Khan. Más cerca está la vía de Ferrocarril Tour.
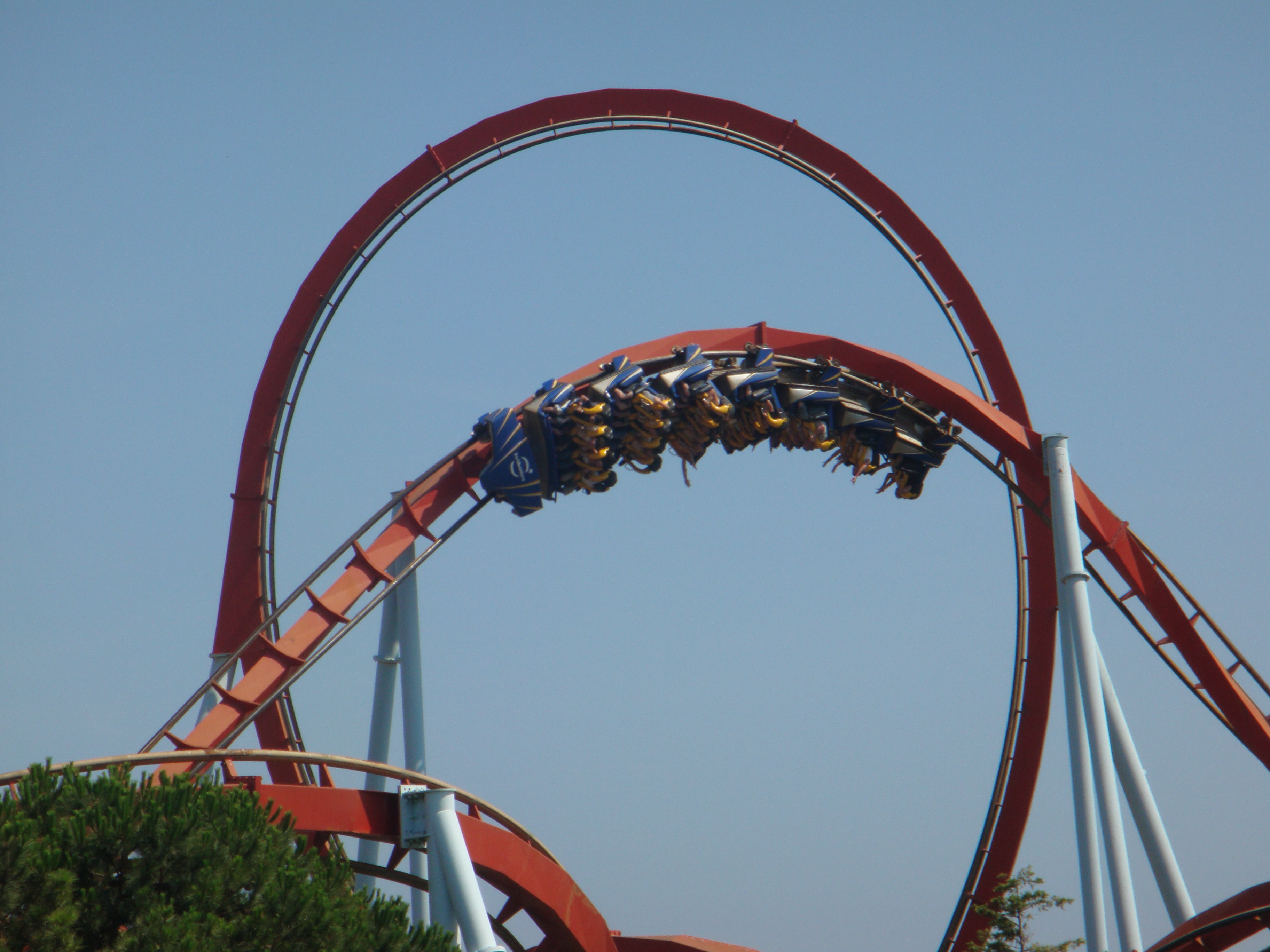
Zero-g roll de Dragon Khan
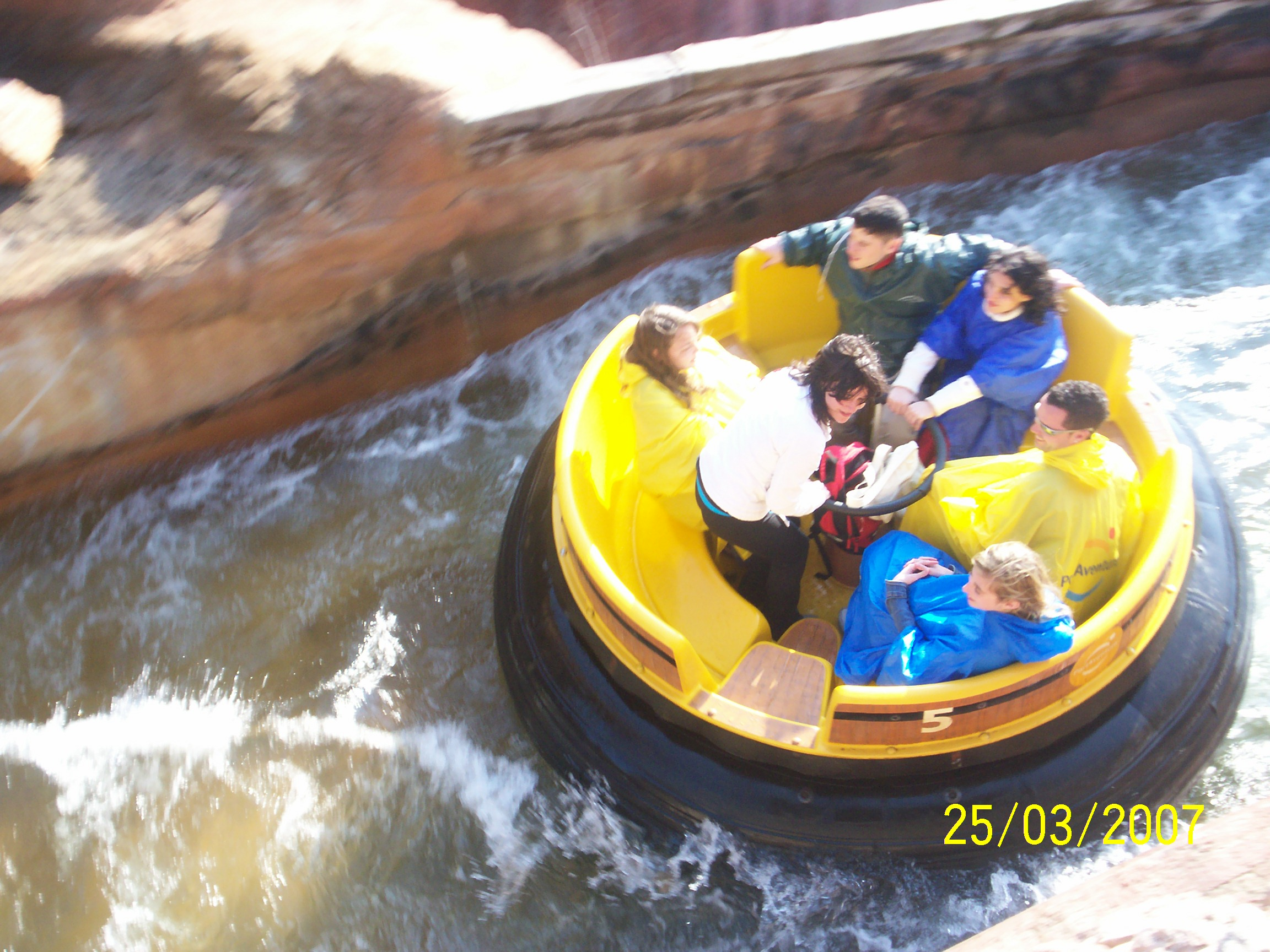
Fotografía desde el cañón de Grand Canyon Rapids
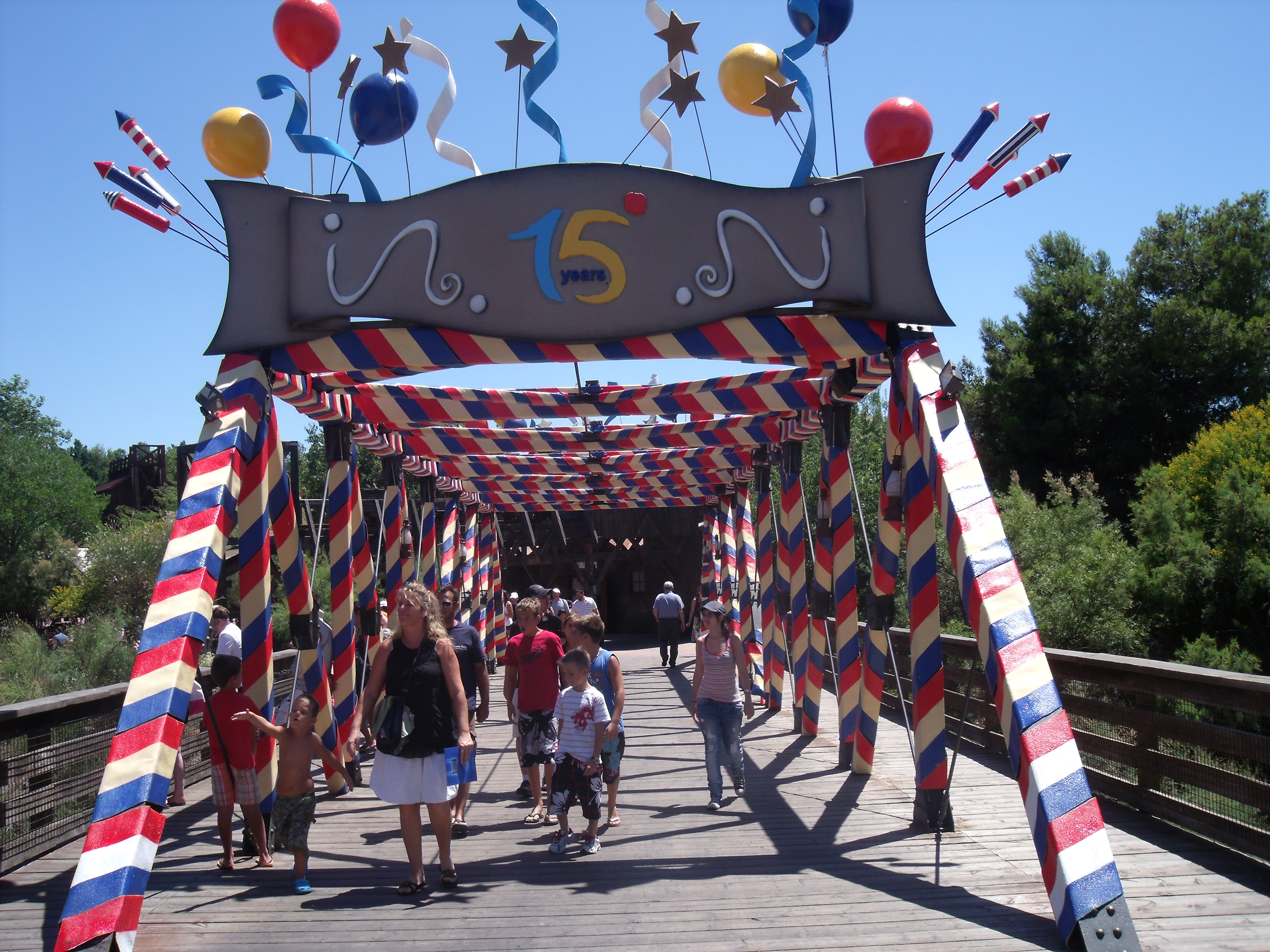
Decoración del puente en Far West por el 15° aniversario de PortAventura Park
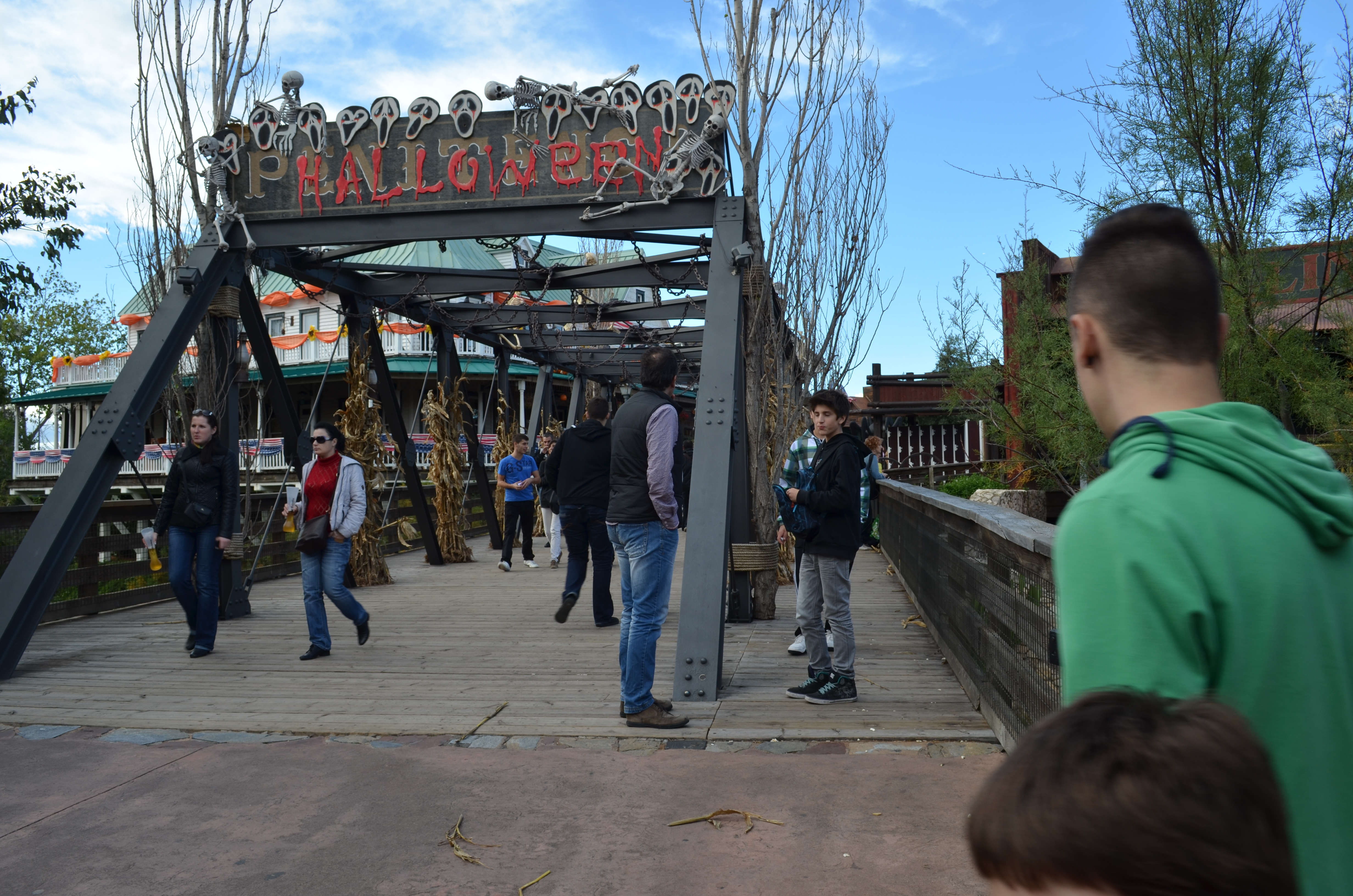
Puente del Far West de PortAventura Park en Halloween 2012
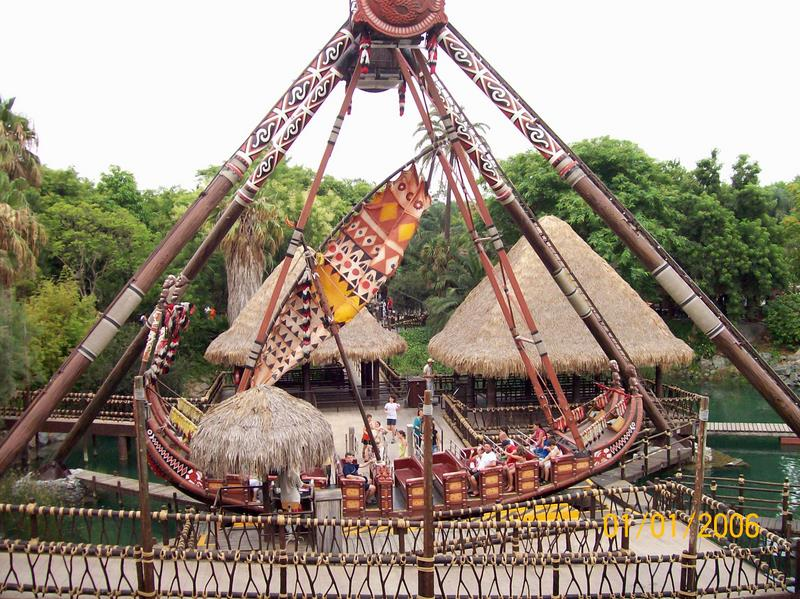
Kon-Tiki Wave
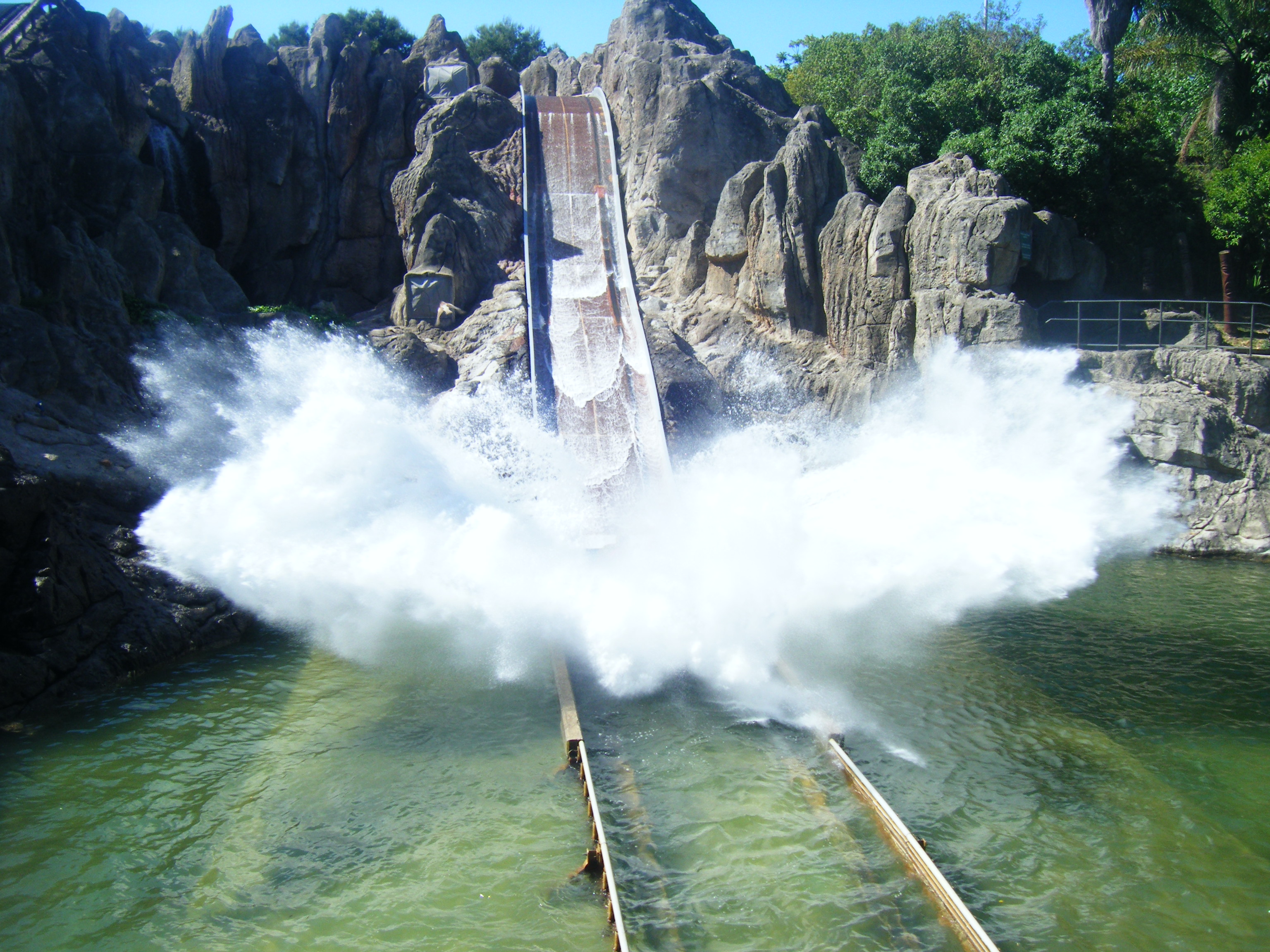
Tutuki Splash en su caída final
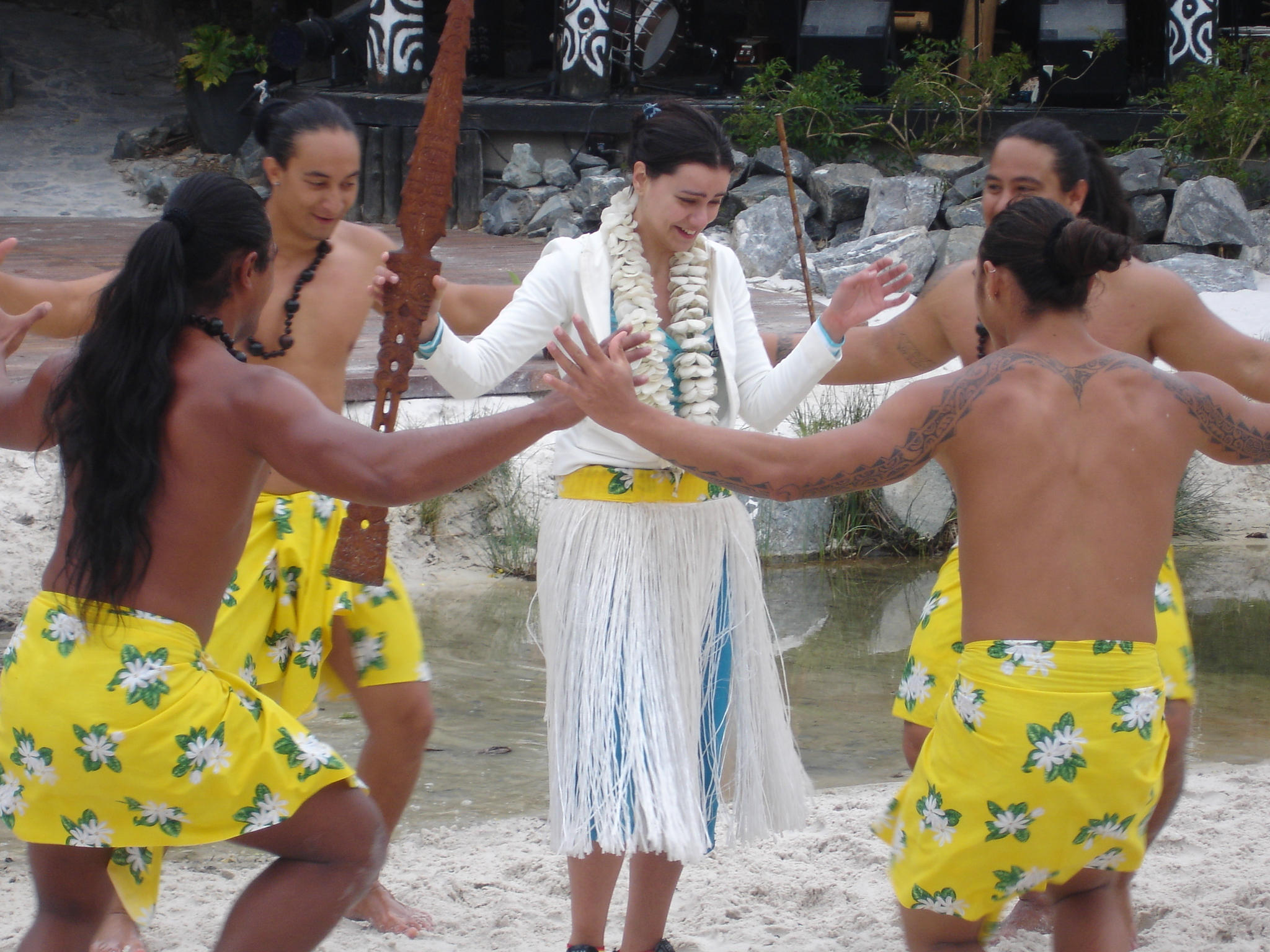
Aloha Tahití en Polynesia, uno de los espectáculos
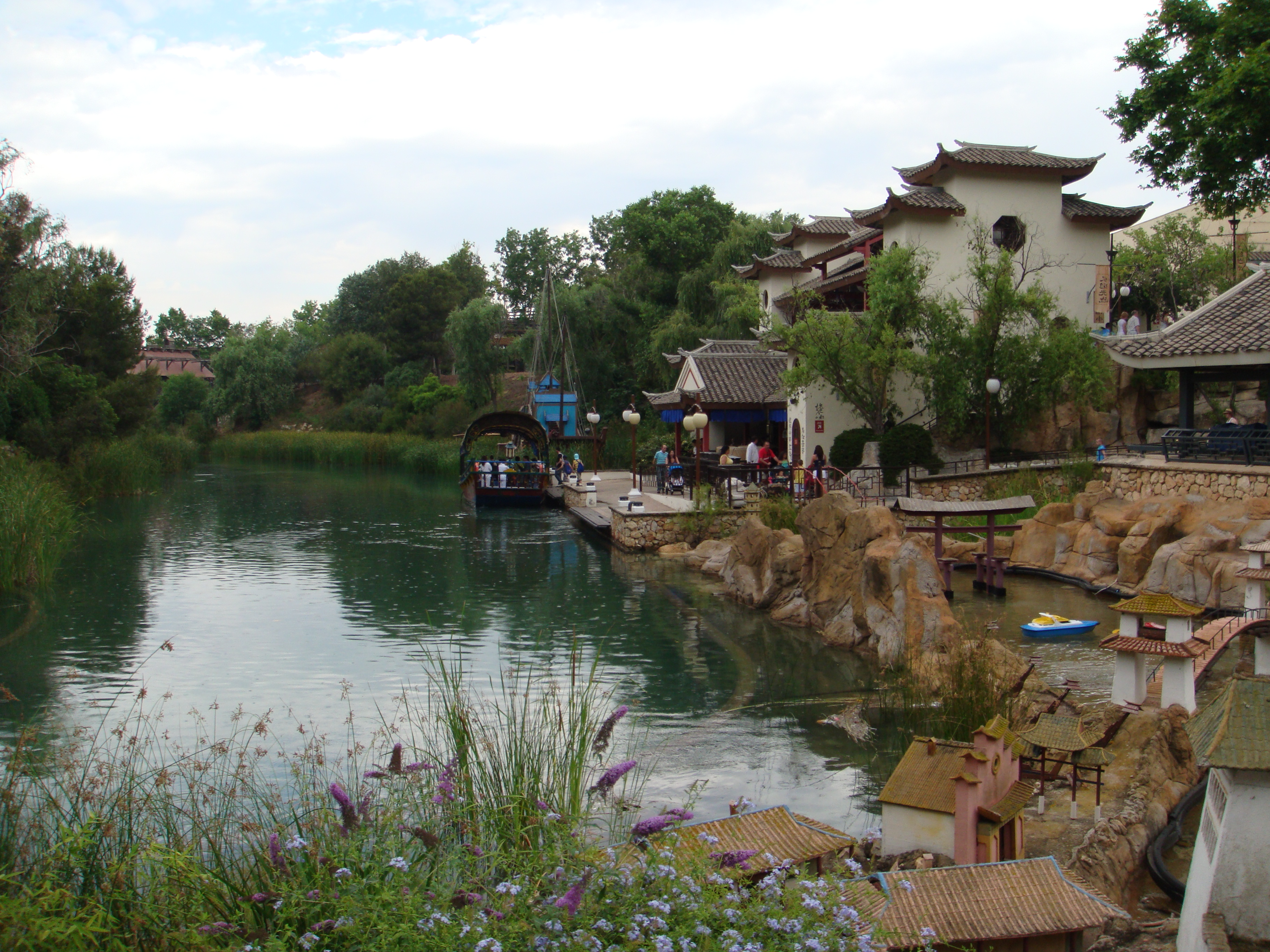
Waitan Port en China
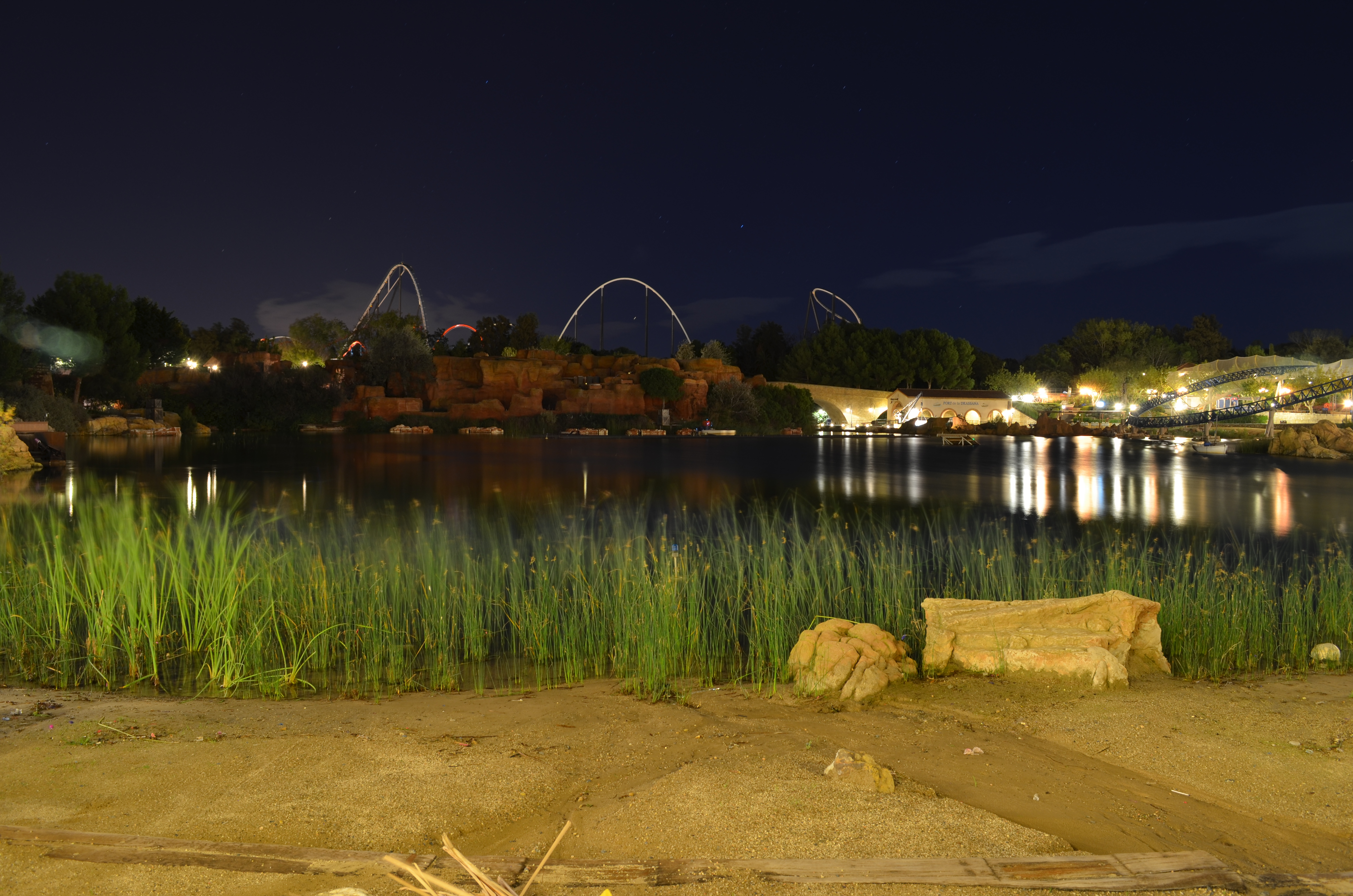
Fotografía del lago de PortAventura Park en Halloween de 2012